# Mistrovství světa ve fotbale 2018

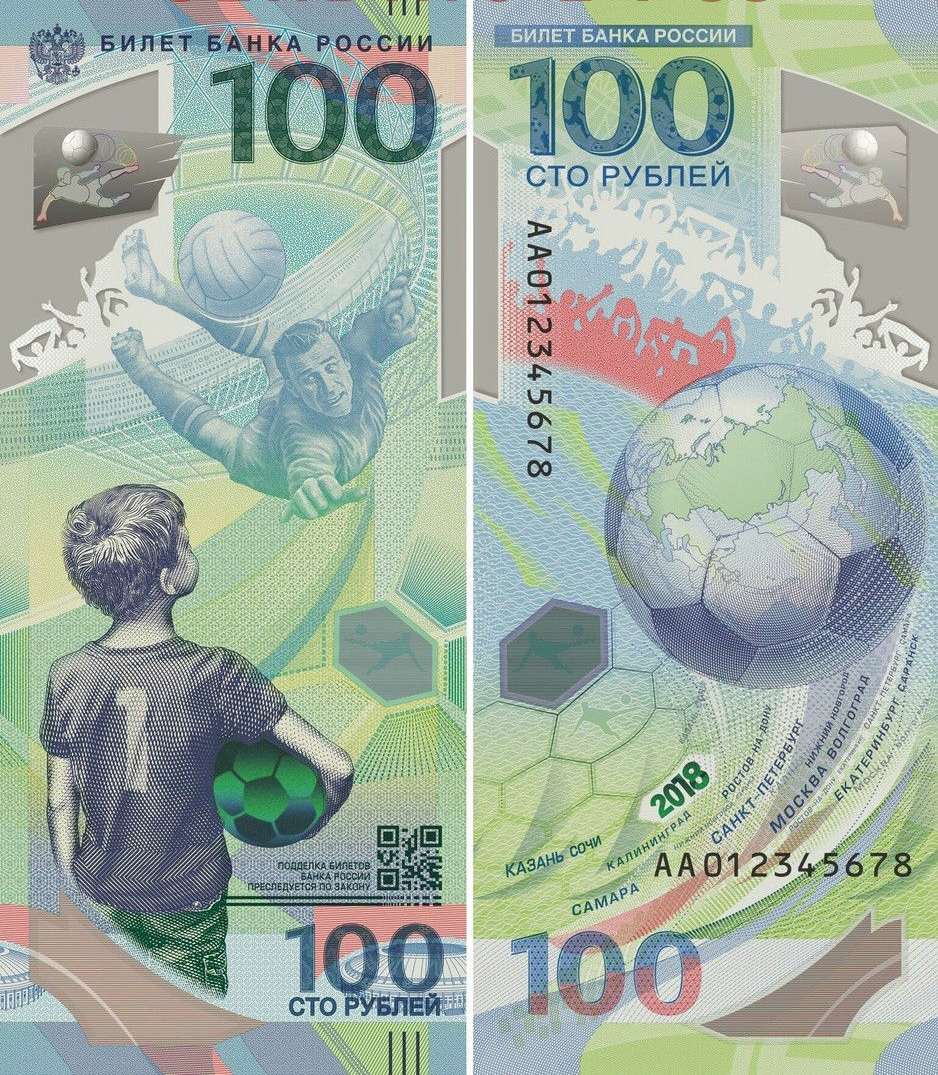
100 ruských rublů vydaných na památku mistrovství (vyobrazen je zde Lev Jašin)

Mistrovství světa ve fotbale 2018 bylo 21. mistrovstvím asociace FIFA, poprvé v historii probíhalo v Rusku. Mistrovství se konalo v jedenácti městech na dvanácti stadionech. Byly to: Moskva (stadiony Lužniki a Otkrytije Arena), Petrohrad, Kaliningrad, Jekatěrinburg, Nižnij Novgorod, Kazaň, Samara, Saransk, Volgograd, Rostov na Donu a Soči.
Poprvé od roku 2006 bylo mistrovství opět organizováno evropskou zemí a vůbec poprvé probíhalo ve východní Evropě. Očekávalo se, že se stane dosud nejdražším fotbalovým mistrovstvím v historii, rozpočet se odhadoval na více než 14,2 miliardy dolarů.
Do turnaje zahrnujícího 32 národních týmů se mužské fotbalové národní týmy probojovaly z předchozí kvalifikace. Poprvé v historii se na mistrovství světa probojovaly celky Islandu a Panamy. Česká republika na turnaji chyběla již potřetí v řadě.
Finálový zápas turnaje se odehrál v Moskvě na stadionu Lužniki dne 15. července 2018, kde Francie porazila Chorvatsko v základní hrací době 4 : 2.

## Kandidáti na pořadatelství

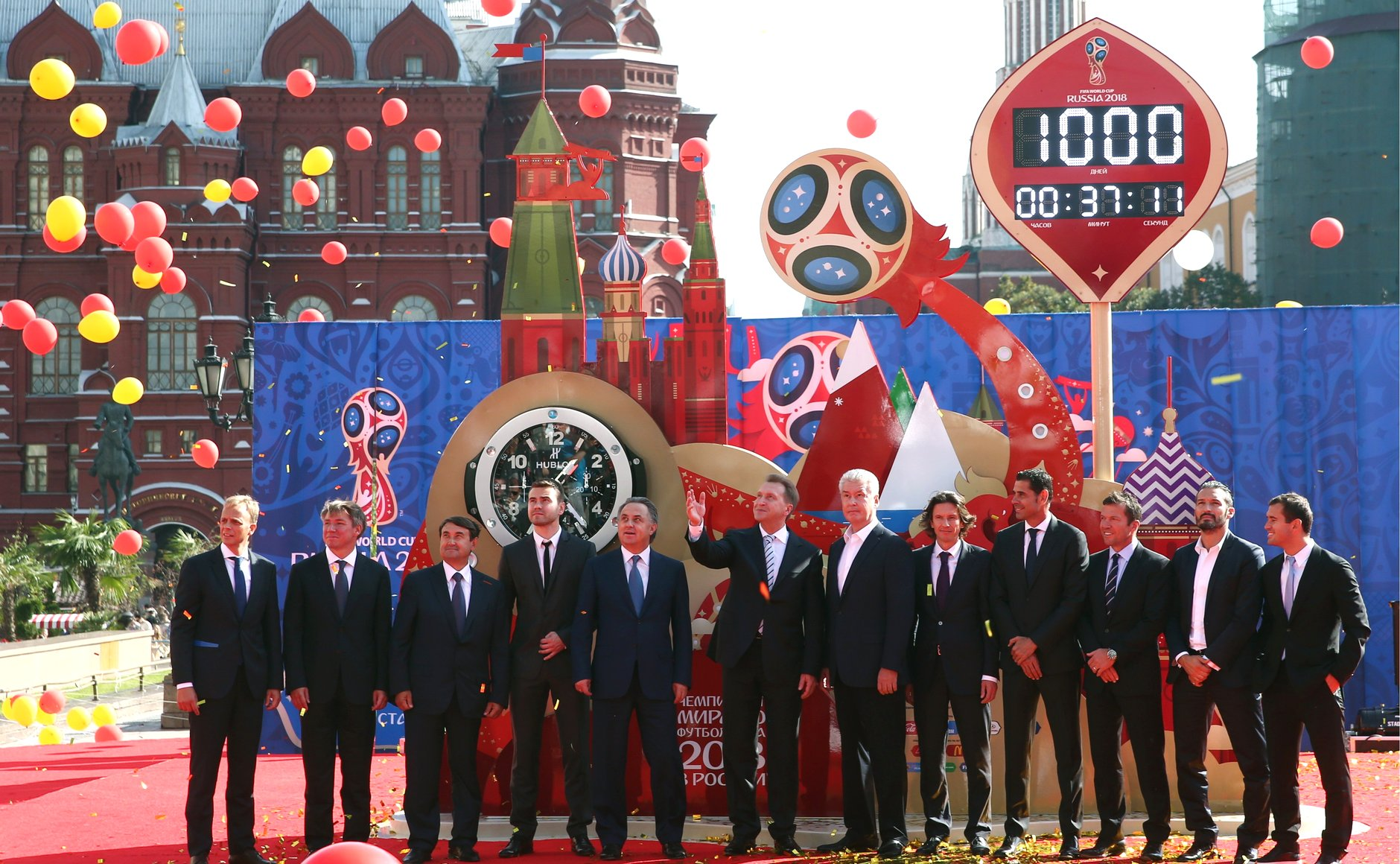
Ceremonie v Moskvě zahajující odpočítávání 1 000 dnů do začátku fotbalového MS v Rusku.

Rusko se již ucházelo o uspořádání MS 1990, tehdy ještě jako součást Sovětského svazu, ale v hlasování FIFA v roce 1984 neuspělo s Itálií. Výsledky hlasování o pořádání MS 2018 členů Výkonného výboru FIFA 2. prosince 2010 ve švýcarském Curychu:
| Stát(y)                 | 1. kolo | 2. kolo |
| ----------------------- | ------- | ------- |
| Rusko                   | 9       | 13      |
| Španělsko a Portugalsko | 7       | 7       |
| Belgie a Nizozemsko     | 4       | 2       |
| Anglie                  | 2       | –       |

## Kvalifikace
Závěrečného turnaje se zúčastní 32 národních týmů. O 31 míst se bojuje v kvalifikaci a pouze Rusko má účast jako pořádající země zajištěnou předem. Hlavní los kvalifikace proběhl 25. července 2015 v Petrohradu. Kvalifikace se koná od března 2015 do listopadu 2017.

### Seznam kvalifikovaných týmů

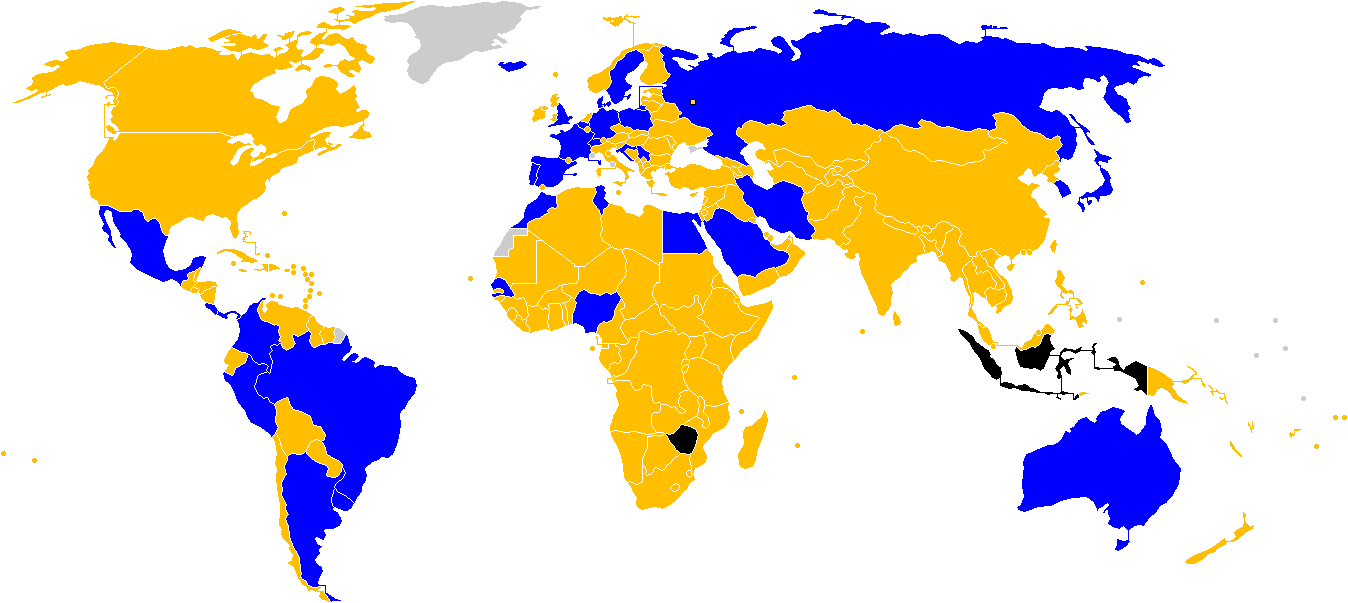
Kvalifikováni
Nekvalifikovali se
Neúčastnili se
Neúčastnili se, ani nebyli členem FIFA

| Tým            | Kvalifikován jako                | Datum zajištění účasti | Pořadí účasti na MS | Poslední účast | Nejlepší umístění                         |
| -------------- | -------------------------------- | ---------------------- | ------------------- | -------------- | ----------------------------------------- |
| Rusko          | Hostitel                         | 2. prosince 2010       | 11.                 | 2014           | 4. místo (1966) jako Sovětský svaz        |
| Brazílie       | 1. místo CONMEBOL                | 28. března 2017        | 21.                 | 2014           | Vítězové (1958, 1962, 1970, 1994, 2002)   |
| Írán           | 3. fáze AFC - vítěz skupiny A    | 12. června 2017        | 5.                  | 2014           | Základní skupina (1978, 1998, 2006, 2014) |
| Japonsko       | 3. fáze AFC - vítěz skupiny B    | 31. srpna 2017         | 6.                  | 2014           | Osmifinále (2002, 2010)                   |
| Mexiko         | 5. fáze CONCACAF - 1. místo      | 1. září 2017           | 16.                 | 2014           | Čtvrtfinále (1970, 1986)                  |
| Belgie         | vítěz skupiny H UEFA             | 3. září 2017           | 13.                 | 2014           | 4. místo (1986)                           |
| Jižní Korea    | 3. fáze AFC - 2. místo skupina A | 5. září 2017           | 10.                 | 2014           | 4. místo (2002)                           |
| Saúdská Arábie | 3. fáze AFC - 2. místo skupina B | 5. září 2017           | 5.                  | 2006           | Osmifinále (1994)                         |
| Německo        | vítěz skupiny C UEFA             | 5. října 2017          | 19.                 | 2014           | Vítězové (1954, 1974, 1990, 2014)         |
| Anglie         | vítěz skupiny F UEFA             | 5. října 2017          | 15.                 | 2014           | Vítězové (1966)                           |
| Španělsko      | vítěz skupiny G UEFA             | 6. října 2017          | 14.                 | 2014           | Vítězové (2010)                           |
| Nigérie        | 3. fáze CAF - vítěz skupiny B    | 7. října 2017          | 6.                  | 2014           | Osmifinále (1994, 1998, 2014)             |
| Kostarika      | 5. fáze CONCACAF - 2. místo      | 8. října 2017          | 5.                  | 2014           | Čtvrtfinále (2014)                        |
| Polsko         | vítěz skupiny E UEFA             | 8. října 2017          | 8.                  | 2006           | 3. místo (1974, 1982)                     |
| Egypt          | 3. fáze CAF - vítěz skupiny E    | 8. října 2017          | 3.                  | 1990           | Základní skupina (1934, 1990)             |
| Island         | vítěz skupiny I UEFA             | 9. října 2017          | 1.                  | –              | -                                         |
| Srbsko         | vítěz skupiny D UEFA             | 9. října 2017          | 12.                 | 2010           | 3. místo (1930) jako Jugoslávie           |
| Francie        | vítěz skupiny A UEFA             | 10. října 2017         | 15.                 | 2014           | Vítězové (1998)                           |
| Portugalsko    | vítěz skupiny B UEFA             | 10. října 2017         | 7.                  | 2014           | 3. místo (1966)                           |
| Uruguay        | 2. místo CONMEBOL                | 11. října 2017         | 13.                 | 2014           | Vítězové (1930, 1950)                     |
| Argentina      | 3. místo CONMEBOL                | 11. října 2017         | 17.                 | 2014           | Vítězové (1978, 1986)                     |
| Kolumbie       | 4. místo CONMEBOL                | 11. října 2017         | 6.                  | 2014           | Čtvrtfinále (2014)                        |
| Panama         | 5. fáze CONCACAF - 3. místo      | 11. října 2017         | 1.                  | –              | -                                         |
| Senegal        | 3. fáze CAF - vítěz skupiny D    | 10. listopadu 2017     | 2.                  | 2002           | Čtvrtfinále (2002)                        |
| Maroko         | 3. fáze CAF - vítěz skupiny C    | 11. listopadu 2017     | 5.                  | 1998           | Osmifinále (1986)                         |
| Tunisko        | 3. fáze CAF - vítěz skupiny A    | 11. listopadu 2017     | 5.                  | 2006           | Základní skupina (1978, 1998, 2002, 2006) |
| Švýcarsko      | vítěz baráže UEFA                | 12. listopadu 2017     | 11.                 | 2014           | Čtvrtfinále (1934, 1938, 1954)            |
| Chorvatsko     | vítěz baráže UEFA                | 12. listopadu 2017     | 5.                  | 2014           | 3. místo (1998)                           |
| Švédsko        | vítěz baráže UEFA                | 13. listopadu 2017     | 12.                 | 2006           | 2. místo (1958)                           |
| Dánsko         | vítěz baráže UEFA                | 14. listopadu 2017     | 5.                  | 2010           | Čtvrtfinále (1998)                        |
| Austrálie      | vítěz baráže CONCACAF/AFC        | 15. listopadu 2017     | 5.                  | 2014           | Osmifinále (2006)                         |
| Peru           | vítěz baráže OFC/CONMEBOL        | 16. listopadu 2017     | 5.                  | 1982           | Čtvrtfinále (1970)                        |

## Stadiony
| Moskva                           | Moskva | Petrohrad | Kaliningrad                     |
| -------------------------------- | --- | --- | ------------------------------- |
| Lužniki                          | Otkrytije Arena                                                                                               | Krestovskij stadion                                                                                           | Kaliningrad stadion             |
| Kapacita: 81 000 (zmodernizován) | Kapacita: 44 929                                                                                              | Kapacita: 66 881 (nový stadion)                                                                               | Kapacita: 35 000 (nový stadion) |
|                                  | | |                                 |
| Kazaň                            | Moskva Petrohrad Kaliningrad Nižnij Novgorod Kazaň Samara Volgograd Saransk Soči Rostov na Donu Jekatěrinburg | Moskva Petrohrad Kaliningrad Nižnij Novgorod Kazaň Samara Volgograd Saransk Soči Rostov na Donu Jekatěrinburg | Nižnij Novgorod                 |
| Ak Bars Arena                    | Moskva Petrohrad Kaliningrad Nižnij Novgorod Kazaň Samara Volgograd Saransk Soči Rostov na Donu Jekatěrinburg | Moskva Petrohrad Kaliningrad Nižnij Novgorod Kazaň Samara Volgograd Saransk Soči Rostov na Donu Jekatěrinburg | Stadion Nižnij Novgorod         |
| Kapacita: 45 105                 | Moskva Petrohrad Kaliningrad Nižnij Novgorod Kazaň Samara Volgograd Saransk Soči Rostov na Donu Jekatěrinburg | Moskva Petrohrad Kaliningrad Nižnij Novgorod Kazaň Samara Volgograd Saransk Soči Rostov na Donu Jekatěrinburg | Kapacita: 44 899 (nový stadion) |
|                                  | Moskva Petrohrad Kaliningrad Nižnij Novgorod Kazaň Samara Volgograd Saransk Soči Rostov na Donu Jekatěrinburg | Moskva Petrohrad Kaliningrad Nižnij Novgorod Kazaň Samara Volgograd Saransk Soči Rostov na Donu Jekatěrinburg |                                 |
| Samara                           | Moskva Petrohrad Kaliningrad Nižnij Novgorod Kazaň Samara Volgograd Saransk Soči Rostov na Donu Jekatěrinburg | Moskva Petrohrad Kaliningrad Nižnij Novgorod Kazaň Samara Volgograd Saransk Soči Rostov na Donu Jekatěrinburg | Volgograd                       |
| Samara Arena (nový stadion)      | Moskva Petrohrad Kaliningrad Nižnij Novgorod Kazaň Samara Volgograd Saransk Soči Rostov na Donu Jekatěrinburg | Moskva Petrohrad Kaliningrad Nižnij Novgorod Kazaň Samara Volgograd Saransk Soči Rostov na Donu Jekatěrinburg | Volgograd Arena (přestavěn)     |
| Kapacita: 44 918                 | Moskva Petrohrad Kaliningrad Nižnij Novgorod Kazaň Samara Volgograd Saransk Soči Rostov na Donu Jekatěrinburg | Moskva Petrohrad Kaliningrad Nižnij Novgorod Kazaň Samara Volgograd Saransk Soči Rostov na Donu Jekatěrinburg | Kapacita: 45 015                |
|                                  | Moskva Petrohrad Kaliningrad Nižnij Novgorod Kazaň Samara Volgograd Saransk Soči Rostov na Donu Jekatěrinburg | Moskva Petrohrad Kaliningrad Nižnij Novgorod Kazaň Samara Volgograd Saransk Soči Rostov na Donu Jekatěrinburg |                                 |
| Saransk                          | Rostov na Donu                                                                                                | Soči | Jekatěrinburg                   |
| Mordovija Arena (nový stadion)   | Rostov Arena (nový stadion)                                                                                   | Olympijský stadion Fišt                                                                                       | Centrální stadion (přestavěn)   |
| Kapacita: 45 015                 | Kapacita: 43 702                                                                                              | Kapacita: 47 659                                                                                              | Kapacita: 35 000                |
|                                  | | |                                 |

## Marketing a organizace

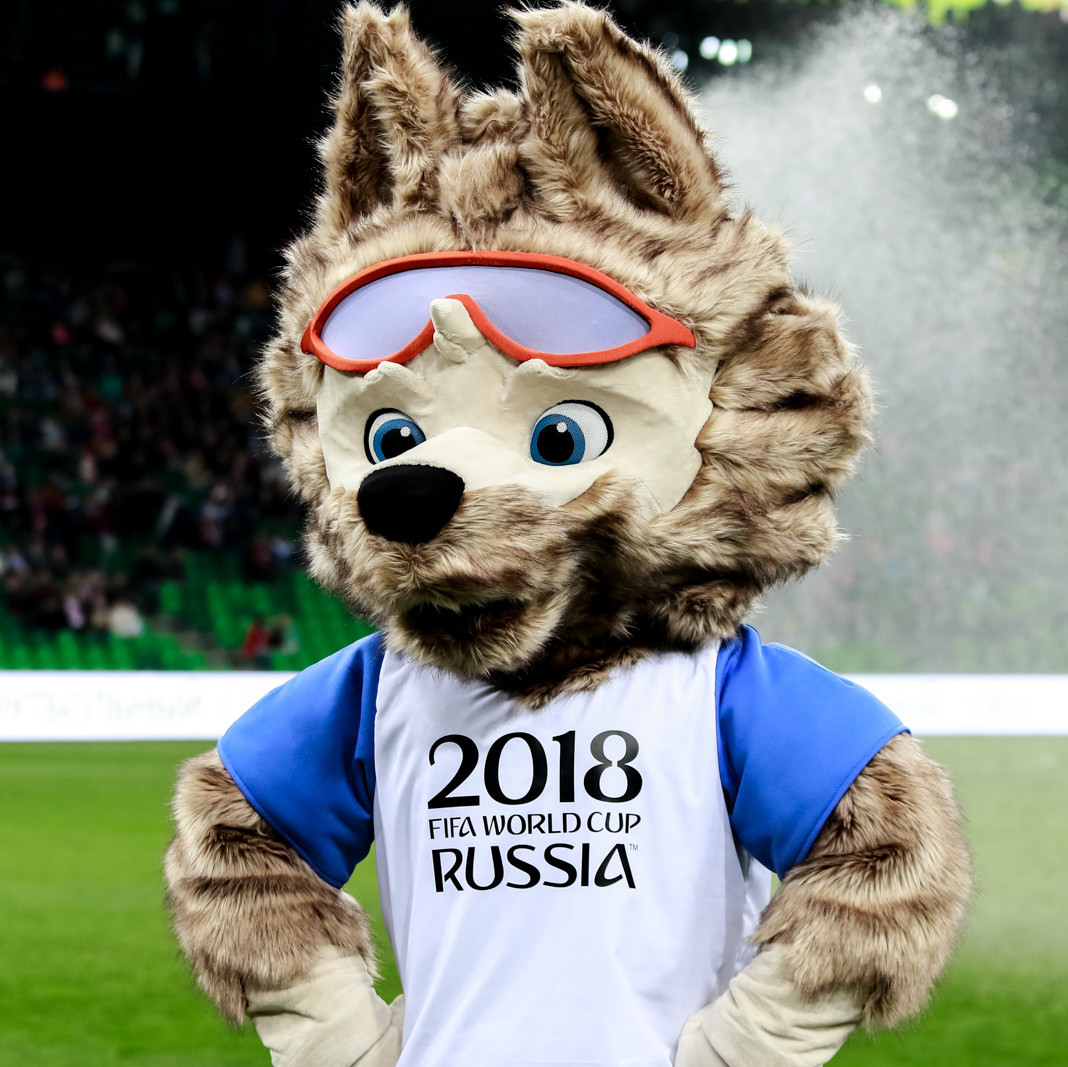
Turnajový maskot, vlk Zabivaka

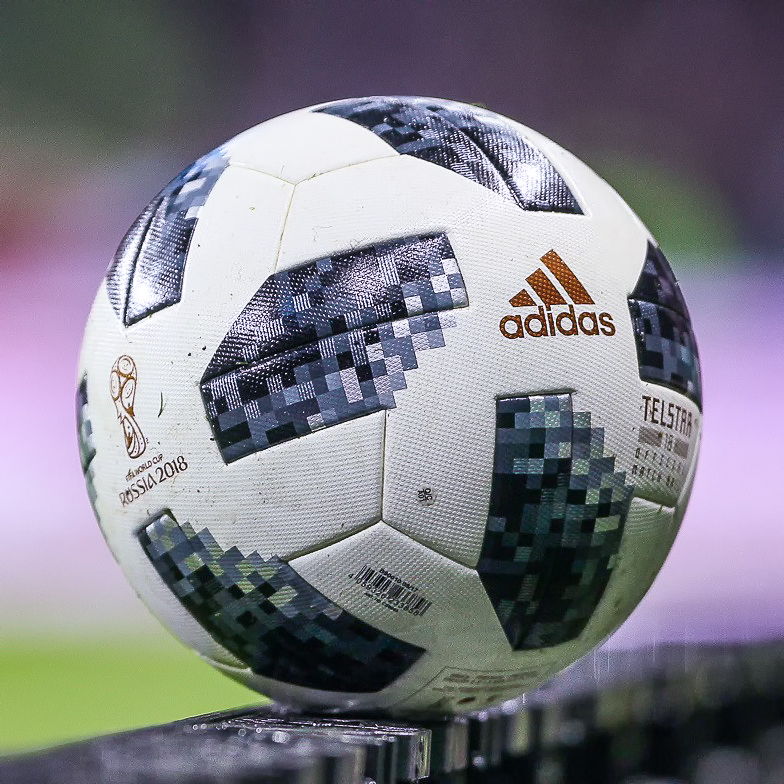
Adidas Telstar 18

Logo turnaje bylo odhaleno dne 28. října 2014 kosmonauty na Mezinárodní kosmické stanici a poté promítáno na moskevské Velké divadlo během večerního televizního programu. Sepp Blatter uvedl, že odráží „srdce a duši“ země.
Turnajový maskot, vlk Zabivaka (ten, kdo skóruje v ruštině) byl odhalen 21. října 2016. Představuje antropomorfního vlka s oranžovými sportovními brýlemi a tričkem a šortkami v národních barvách ruského týmu. Maskot byl vybrán pomocí internetového hlasování (po něm následoval tygr a kočka).
Oficiální fotbalový míč mistrovství se nazývá „Telstar 18“, název a design je odvozen z prvního mistrovského míče Adidas z roku 1970. Byl představen 9. listopadu 2017.
Obecná vízová politika Ruska se nevztahuje na účastníky mistrovství světa a fanoušky, ti tedy mají možnost navštívit Rusko bez víza před a během soutěže bez ohledu na jejich státní občanství. Místo víza jim bude udělen tzv. fanouškovský identifikační průkaz – Fan ID.
První fáze prodeje vstupenek proběhla v Moskvě mezi 14. zářím a 12. říjnem 2017.
Bylo to první fotbalové mistrovství, které využívalo systém video rozhodčích (VAR). V dubnu 2018 vydala FIFA seznam 13 rozhodčích pro video asistence, devět jich je z Evropy, tři z Jižní Ameriky a jeden z Kataru.
Oficiální píseň turnaje je „Live It Up“, s vokály od Willa Smithe, Nicky Jam a Era Istrefi, která byla vydána 25. května 2018. Oficiální hudební video Světového poháru FIFA bylo zveřejněno 8. června.
V květnu 2018 vyšlo velké rozšíření pro videohru FIFA 18 založenou na MS 2018, expanze je bezplatná a účastní se zde všech 32 kvalifikovaných týmů, využito je také všech 12 stadionů z turnaje.
Držitelé fanouškovského průkazu mohou získat jízdu zdarma v městské veřejné dopravě ve dnech zápasu a také ve vybraných vlacích mezi městy.
Po francouzském vítězství poháru přišlo pod Eiffelovu věž slavit na 90 tisíc lidí a dalších stovky tisíc fanoušků přišlo na Champs-Elysées. Pařížské metro na počest vítězství Francie na mistrovství světa dočasně přejmenovalo šest stanic. Dvě byly pomocí slovních hříček přejmenovány po francouzském trenérovi Didierovi Deschampsovi (např. Champs-Élysées bylo změněno na Deschamps-Élysées) a jedna po brankáři a kapitánovi mužstva Hugovi Llorisovi. Stanice Charles de Gaulle - Étoiles má dočasný název On a 2 Étoiles (Máme dvě hvězdy), což vyzvedává druhý titul mistrů světa pro francouzský fotbal.

## Sponzoři
Hlavními sponzory Mistrovství světa ve fotbale 2018 v Rusku byli:
| Hlavní partneři - Adidas - Coca-Cola - Gazprom - Hyundai–Kia - Qatar Airways - Visa - Wanda Group | Hlavní sponzoři - Anheuser-Busch InBev - Hisense - McDonald's - Mengniu - Vivo | Další sponzoři - Alfa-Bank - Alrosa - Diking - Egypt – Experience & Invest - Luci - Rostelekom - Ruské železnice |

## Skupinová část

### Základní skupiny MS 2018 (kapitáni a trenéři)
| Soupisky  | Tým         | Kapitán            | Trenér             | Tým            | Kapitán              | Trenér              | Tým        | Kapitán           | Trenér          | Tým         | Kapitán            | Trenér           |
| --------- | ----------- | ------------------ | ------------------ | -------------- | -------------------- | ------------------- | ---------- | ----------------- | --------------- | ----------- | ------------------ | ---------------- |
| Skupina A | Rusko       | Igor Akinfejev     | Stanislav Čerčesov | Saúdská Arábie | Usáma Havsáví        | Juan Antonio Pizzi  | Egypt      | Ísam Haddarí      | Héctor Cúper    | Uruguay     | Diego Godín        | Óscar Tabárez    |
| Skupina B | Portugalsko | Cristiano Ronaldo  | Fernando Santos    | Španělsko      | Sergio Ramos         | Fernando Hierro     | Maroko     | Mahdí Benatía     | Hervé Renard    | Írán        | Masúd Šodžáí       | Carlos Queiroz   |
| Skupina C | Francie     | Hugo Lloris        | Didier Deschamps   | Austrálie      | Mile Jedinak         | Bert van Marwijk    | Peru       | Paolo Guerrero    | Ricardo Gareca  | Dánsko      | Simon Kjær         | Aage Hareide     |
| Skupina D | Argentina   | Lionel Messi       | Jorge Sampaoli     | Island         | Aron Gunnarsson      | Heimir Hallgrímsson | Chorvatsko | Luka Modrić       | Zlatko Dalič    | Nigérie     | John Obi Mikel     | Gernot Rohr      |
| Skupina E | Brazílie    | Neymar             | Tite               | Švýcarsko      | Stephan Lichtsteiner | Vladimir Petkovič   | Kostarika  | Bryan Ruiz        | Óscar Ramírez   | Srbsko      | Aleksandar Kolarov | Mladen Krstajič  |
| Skupina F | Německo     | Manuel Neuer       | Joachim Löw        | Mexiko         | Andrés Guardado      | Juan Carlos Osorio  | Švédsko    | Andreas Granqvist | Janne Andersson | Jižní Korea | Ki Song-jong       | Šin Te-jong      |
| Skupina G | Belgie      | Eden Hazard        | Roberto Martínez   | Panama         | Felipe Baloy         | Hernán Gómez        | Tunisko    | Ajmán Maslúsí     | Nabíl Maalúl    | Anglie      | Harry Kane         | Gareth Southgate |
| Skupina H | Polsko      | Robert Lewandowski | Adam Nawałka       | Senegal        | Cheikhou Kouyaté     | Aliou Cissé         | Kolumbie   | Radamel Falcao    | José Pékerman   | Japonsko    | Makoto Hasebe      | Akira Nišino     |

### Kritéria pořadí
Kritéria pro stanovení pořadí ve skupině jsou následující (článek 32.5 předpisů):
1. počet bodů ze všech zápasů ve skupině;
2. rozdíl branek ze všech zápasů ve skupině;
3. počet vstřelených branek všech zápasů ve skupině.
Jsou-li si dva nebo více týmů rovny na základě těchto tří kritérií, určují jejich pořadí:
4. počet bodů ze zápasů mezi těmito týmy;
5. rozdíl branek ze zápasů mezi těmito týmy;
6. počet vstřelených branek ze zápasů mezi těmito týmy;
7. body za fair play:
- první žlutá karta: minus 1 bod;
- nepřímo udělená červená karta (tj. druhá žlutá karta): minus 3 body;
- přímo udělená červená karta: minus 4 body;
- žlutá karta a přímo udělená červená karta: minus 5 bodů;

(Za jeden zápas bude za téhož hráče proveden jen jeden odečet.)
8. losování FIFA.
| Legenda                                                  |
| -------------------------------------------------------- |
| Vítěz skupiny a druhý v pořadí postupující do osmifinále |

### Skupina A

#### Tabulka
| Tým            | Z | V | R | P | VG | IG | +/- | B |
| -------------- | - | - | - | - | -- | -- | --- | - |
| Uruguay        | 3 | 3 | 0 | 0 | 5  | 0  | +5  | 9 |
| Rusko          | 3 | 2 | 0 | 1 | 8  | 4  | +4  | 6 |
| Saúdská Arábie | 3 | 1 | 0 | 2 | 2  | 7  | -5  | 3 |
| Egypt          | 3 | 0 | 0 | 3 | 2  | 6  | -4  | 0 |

#### Zápasy
| 14. červen 2018                                           |       |                |                                                        |
| Rusko                                                     | 5 : 0 | Saúdská Arábie | Lužniki, Moskva diváci: 78 011 rozhodčí: Néstor Pitana |
| Gazinskij 12' Čeryšev 43', 90+1' Dzjuba 71' Golovin 90+4' |       |                | Lužniki, Moskva diváci: 78 011 rozhodčí: Néstor Pitana |

| 15. červen 2018 |       |             |                                                                         |
| Egypt           | 0 : 1 | Uruguay     | Centrální stadion, Jekatěrinburg diváci: 27 015 rozhodčí: Björn Kuipers |
|                 |       | Giménez 89' | Centrální stadion, Jekatěrinburg diváci: 27 015 rozhodčí: Björn Kuipers |

| 19. červen 2018                       |       |                  |                                                                         |
| Rusko                                 | 3 : 1 | Egypt            | Krestovskij stadion, Petrohrad diváci: 64 468 rozhodčí: Enrique Cáceres |
| Fasí 47' (vl.) Čeryšev 59' Dzjuba 62' |       | Salah 73' (pen.) | Krestovskij stadion, Petrohrad diváci: 64 468 rozhodčí: Enrique Cáceres |

| 20. červen 2018 |       |                |                                                                      |
| Uruguay         | 1 : 0 | Saúdská Arábie | Rostov Arena, Rostov na Donu diváci: 42 678 rozhodčí: Clément Turpin |
| Suárez 23'      |       |                | Rostov Arena, Rostov na Donu diváci: 42 678 rozhodčí: Clément Turpin |

| 25. červen 2018                         |       |       |                                                               |
| Uruguay                                 | 3 : 0 | Rusko | Samara Arena, Samara diváci: 41 970 rozhodčí: Malang Diedhiou |
| Suárez 10' Čeryšev 23' (vl.) Cavani 90' |       |       | Samara Arena, Samara diváci: 41 970 rozhodčí: Malang Diedhiou |

| 25. červen 2018                   |       |           |                                                                   |
| Saúdská Arábie                    | 2 : 1 | Egypt     | Volgograd Arena, Volgograd diváci: 36 823 rozhodčí: Wilmar Roldán |
| Faradž 45+6' (pen.) Davsárí 90+5' |       | Salah 22' | Volgograd Arena, Volgograd diváci: 36 823 rozhodčí: Wilmar Roldán |

### Skupina B

#### Tabulka
| Tým         | Z | V | R | P | VG | IG | +/- | B |
| ----------- | - | - | - | - | -- | -- | --- | - |
| Španělsko   | 3 | 1 | 2 | 0 | 6  | 5  | +1  | 5 |
| Portugalsko | 3 | 1 | 2 | 0 | 5  | 4  | +1  | 5 |
| Írán        | 3 | 1 | 1 | 1 | 2  | 2  | 0   | 4 |
| Maroko      | 3 | 0 | 1 | 2 | 2  | 4  | -2  | 1 |

#### Zápasy
| 15. červen 2018 |       |                      |                                                                      |
| Maroko          | 0 : 1 | Írán                 | Krestovskij stadion, Petrohrad diváci: 62 548 rozhodčí: Cüneyt Çakır |
|                 |       | Buhaddúz 90+5' (vl.) | Krestovskij stadion, Petrohrad diváci: 62 548 rozhodčí: Cüneyt Çakır |

| 15. červen 2018             |       |                          |                                                                        |
| Portugalsko                 | 3 : 3 | Španělsko                | Olympijský stadion Fišt, Soči diváci: 43 866 rozhodčí: Gianluca Rocchi |
| Ronaldo 4' (pen.), 44', 88' |       | Costa 24', 55' Nacho 58' | Olympijský stadion Fišt, Soči diváci: 43 866 rozhodčí: Gianluca Rocchi |

| 20. červen 2018 |       |        |                                                      |
| Portugalsko     | 1 : 0 | Maroko | Lužniki, Moskva diváci: 78 011 rozhodčí: Mark Grigar |
| Ronaldo 4'      |       |        | Lužniki, Moskva diváci: 78 011 rozhodčí: Mark Grigar |

| 20. červen 2018 |       |           |                                                            |
| Írán            | 0 : 1 | Španělsko | Ak Bars Arena, Kazaň diváci: 42 718 rozhodčí: Andrés Cunha |
|                 |       | Costa 54' | Ak Bars Arena, Kazaň diváci: 42 718 rozhodčí: Andrés Cunha |

| 25. červen 2018         |       |              |                                                                   |
| Írán                    | 1 : 1 | Portugalsko  | Mordovija Arena, Saransk diváci: 41 685 rozhodčí: Enrique Cáceres |
| Ansárífárd 90+3' (pen.) |       | Quaresma 45' | Mordovija Arena, Saransk diváci: 41 685 rozhodčí: Enrique Cáceres |

| 25. červen 2018      |       |                          |                                                                          |
| Španělsko            | 2 : 2 | Maroko                   | Kaliningrad stadion, Kaliningrad diváci: 33 973 rozhodčí: Ravšan Irmatov |
| Isco 19' Aspas 90+1' |       | Butaíb 14' En-Nesjrí 81' | Kaliningrad stadion, Kaliningrad diváci: 33 973 rozhodčí: Ravšan Irmatov |

### Skupina C

#### Tabulka
| Tým       | Z | V | R | P | VG | IG | +/- | B |
| --------- | - | - | - | - | -- | -- | --- | - |
| Francie   | 3 | 2 | 1 | 0 | 3  | 1  | +2  | 7 |
| Dánsko    | 3 | 1 | 2 | 0 | 2  | 1  | +1  | 5 |
| Peru      | 3 | 1 | 0 | 2 | 2  | 2  | 0   | 3 |
| Austrálie | 3 | 0 | 1 | 2 | 2  | 5  | -3  | 1 |

#### Zápasy
| 16. červen 2018                       |       |                    |                                                            |
| Francie                               | 2 : 1 | Austrálie          | Ak Bars Arena, Kazaň diváci: 41 279 rozhodčí: Andrés Cunha |
| Griezmann 58' (pen.) Behich 81' (vl.) |       | Jedinak 62' (pen.) | Ak Bars Arena, Kazaň diváci: 41 279 rozhodčí: Andrés Cunha |

| 16. červen 2018 |       |             |                                                                  |
| Peru            | 0 : 1 | Dánsko      | Mordovija Arena, Saransk diváci: 40 502 rozhodčí: Bakary Gassama |
|                 |       | Poulsen 59' | Mordovija Arena, Saransk diváci: 40 502 rozhodčí: Bakary Gassama |

| 21. červen 2018 |       |      |                                                                                           |
| Francie         | 1 : 0 | Peru | Centrální stadion, Jekatěrinburg diváci: 32 789 rozhodčí: Mohammed Abdulla Hassan Mohamed |
| Mbappé 34'      |       |      | Centrální stadion, Jekatěrinburg diváci: 32 789 rozhodčí: Mohammed Abdulla Hassan Mohamed |

| 21. červen 2018 |       |                    |                                                                   |
| Dánsko          | 1 : 1 | Austrálie          | Samara Arena, Samara diváci: 40 727 rozhodčí: Antonio Mateu Lahoz |
| Eriksen 7'      |       | Jedinak 38' (pen.) | Samara Arena, Samara diváci: 40 727 rozhodčí: Antonio Mateu Lahoz |

| 26. červen 2018 |       |         |                                                       |
| Dánsko          | 0 : 0 | Francie | Lužniki, Moskva diváci: 78 011 rozhodčí: Sandro Ricci |
|                 |       |         | Lužniki, Moskva diváci: 78 011 rozhodčí: Sandro Ricci |

| 26. červen 2018 |       |                           |                                                                        |
| Austrálie       | 0 : 2 | Peru                      | Olympijský stadion Fišt, Soči diváci: 44 073 rozhodčí: Sergej Karasjov |
|                 |       | Carrillo 18' Guerrero 50' | Olympijský stadion Fišt, Soči diváci: 44 073 rozhodčí: Sergej Karasjov |

### Skupina D

#### Tabulka
| Tým        | Z | V | R | P | VG | IG | +/- | B |
| ---------- | - | - | - | - | -- | -- | --- | - |
| Chorvatsko | 3 | 3 | 0 | 0 | 7  | 1  | +6  | 9 |
| Argentina  | 3 | 1 | 1 | 1 | 3  | 5  | -2  | 4 |
| Nigérie    | 3 | 1 | 0 | 2 | 3  | 4  | -1  | 3 |
| Island     | 3 | 0 | 1 | 2 | 2  | 5  | -3  | 1 |

#### Zápasy
| 16. červen 2018 |       |                 |                                                                   |
| Argentina       | 1 : 1 | Island          | Otkrytije Arena, Moskva diváci: 44 190 rozhodčí: Szymon Marciniak |
| Agüero 19'      |       | Finnbogason 23' | Otkrytije Arena, Moskva diváci: 44 190 rozhodčí: Szymon Marciniak |

| 16. červen 2018                   |       |         |                                                                              |
| Chorvatsko                        | 2 : 0 | Nigérie | Kaliningrad stadion, Kaliningrad diváci: 31 136 rozhodčí: Sandro Meira Ricci |
| Etebo 32' (vl.) Modrić 71' (pen.) |       |         | Kaliningrad stadion, Kaliningrad diváci: 31 136 rozhodčí: Sandro Meira Ricci |

| 21. červen 2018 |       |                                    |                                                                                  |
| Argentina       | 0 : 3 | Chorvatsko                         | Stadion Nižnij Novgorod, Nižnij Novgorod diváci: 43 319 rozhodčí: Ravšan Irmatov |
|                 |       | Rebić 53' Modrić 80' Rakitić 90+1' | Stadion Nižnij Novgorod, Nižnij Novgorod diváci: 43 319 rozhodčí: Ravšan Irmatov |

| 22. červen 2018 |       |        |                                                                    |
| Nigérie         | 2 : 0 | Island | Volgograd Arena, Volgograd diváci: 40 904 rozhodčí: Matthew Conger |
| Musa 49', 75'   |       |        | Volgograd Arena, Volgograd diváci: 40 904 rozhodčí: Matthew Conger |

| 26. červen 2018  |       |                    |                                                                      |
| Nigérie          | 1 : 2 | Argentina          | Krestovskij stadion, Petrohrad diváci: 64 468 rozhodčí: Cüneyt Çakir |
| Moses 51' (pen.) |       | Messi 14' Rojo 86' | Krestovskij stadion, Petrohrad diváci: 64 468 rozhodčí: Cüneyt Çakir |

| 26. červen 2018       |       |                        |                                                                           |
| Island                | 1 : 2 | Chorvatsko             | Rostov Arena, Rostov na Donu diváci: 43 472 rozhodčí: Antonio Mateu Lahoz |
| Sigurðsson 76' (pen.) |       | Badelj 53' Perišić 90' | Rostov Arena, Rostov na Donu diváci: 43 472 rozhodčí: Antonio Mateu Lahoz |

### Skupina E

#### Tabulka
| Tým       | Z | V | R | P | VG | IG | +/- | B |
| --------- | - | - | - | - | -- | -- | --- | - |
| Brazílie  | 3 | 2 | 1 | 0 | 5  | 1  | +4  | 7 |
| Švýcarsko | 3 | 1 | 2 | 0 | 5  | 4  | +1  | 5 |
| Srbsko    | 3 | 1 | 0 | 2 | 2  | 4  | -2  | 3 |
| Kostarika | 3 | 0 | 1 | 2 | 2  | 5  | -3  | 1 |

#### Zápasy
| 17. červen 2018 |       |             |                                                               |
| Kostarika       | 0 : 1 | Srbsko      | Samara Arena, Samara diváci: 41 432 rozhodčí: Malang Diedhiou |
|                 |       | 56' Kolarov | Samara Arena, Samara diváci: 41 432 rozhodčí: Malang Diedhiou |

| 17. červen 2018 |       |           |                                                                                     |
| Brazílie        | 1 : 1 | Švýcarsko | Rostov Arena, Rostov na Donu diváci: 43 109 rozhodčí: César Arturo Ramos Palazuelos |
| Coutinho 20'    |       | Zuber 50' | Rostov Arena, Rostov na Donu diváci: 43 109 rozhodčí: César Arturo Ramos Palazuelos |

| 22. červen 2018             |       |           |                                                                       |
| Brazílie                    | 2 : 0 | Kostarika | Krestovskij stadion, Petrohrad diváci: 64 468 rozhodčí: Björn Kuipers |
| Coutinho 90+1' Neymar 90+7' |       |           | Krestovskij stadion, Petrohrad diváci: 64 468 rozhodčí: Björn Kuipers |

| 22. červen 2018 |       |                       |                                                                       |
| Srbsko          | 1 : 2 | Švýcarsko             | Kaliningrad stadion, Kaliningrad diváci: 33 167 rozhodčí: Felix Brych |
| Mitrović 5'     |       | Xhaka 52' Shaqiri 90' | Kaliningrad stadion, Kaliningrad diváci: 33 167 rozhodčí: Felix Brych |

| 27. červen 2018 |       |                               |                                                                  |
| Srbsko          | 0 : 2 | Brazílie                      | Otkrytije Arena, Moskva diváci: 44 190 rozhodčí: Alireza Faghani |
|                 |       | Paulinho 36' Thiago Silva 68' | Otkrytije Arena, Moskva diváci: 44 190 rozhodčí: Alireza Faghani |

| 27. červen 2018        |       |                               |                                                                                  |
| Švýcarsko              | 2 : 2 | Kostarika                     | Stadion Nižnij Novgorod, Nižnij Novgorod diváci: 43 319 rozhodčí: Clément Turpin |
| Džemaili 31' Drmić 88' |       | Waston 56' Sommer 90+3' (vl.) | Stadion Nižnij Novgorod, Nižnij Novgorod diváci: 43 319 rozhodčí: Clément Turpin |

### Skupina F

#### Tabulka
| Tým         | Z | V | R | P | VG | IG | +/- | B |
| ----------- | - | - | - | - | -- | -- | --- | - |
| Švédsko     | 3 | 2 | 0 | 1 | 5  | 2  | +3  | 6 |
| Mexiko      | 3 | 2 | 0 | 1 | 3  | 4  | -1  | 6 |
| Jižní Korea | 3 | 1 | 0 | 2 | 3  | 3  | 0   | 3 |
| Německo     | 3 | 1 | 0 | 2 | 2  | 4  | -2  | 3 |

#### Zápasy
| 17. červen 2018 |       |            |                                                          |
| Německo         | 0 : 1 | Mexiko     | Lužniki, Moskva diváci: 78 011 rozhodčí: Alireza Faghani |
|                 |       | Lozano 35' | Lužniki, Moskva diváci: 78 011 rozhodčí: Alireza Faghani |

| 18. červen 2018      |       |             |                                                                                |
| Švédsko              | 1 : 0 | Jižní Korea | Stadion Nižnij Novgorod, Nižnij Novgorod diváci: 42 300 rozhodčí: Joel Aguilar |
| Granqvist 65' (pen.) |       |             | Stadion Nižnij Novgorod, Nižnij Novgorod diváci: 42 300 rozhodčí: Joel Aguilar |

| 23. červen 2018 |       |                                        |                                                                     |
| Jižní Korea     | 1 : 2 | Mexiko                                 | Rostov Arena, Rostov na Donu diváci: 43 472 rozhodčí: Milorad Mažić |
| Son 90+3'       |       | Vela 26' (pen.) Hernández Balcázar 66' | Rostov Arena, Rostov na Donu diváci: 43 472 rozhodčí: Milorad Mažić |

| 23. červen 2018      |       |              |                                                                         |
| Německo              | 2 : 1 | Švédsko      | Olympijský stadion Fišt, Soči diváci: 44 287 rozhodčí: Szymon Marciniak |
| Reus 48' Kroos 90+5' |       | Toivonen 32' | Olympijský stadion Fišt, Soči diváci: 44 287 rozhodčí: Szymon Marciniak |

| 27. červen 2018     |       |         |                                                           |
| Jižní Korea         | 2 : 0 | Německo | Ak Bars Arena, Kazaň diváci: 41 835 rozhodčí: Mark Geiger |
| Kim 90+4' Son 90+6' |       |         | Ak Bars Arena, Kazaň diváci: 41 835 rozhodčí: Mark Geiger |

| 27. červen 2018 |       |                                                  |                                                                         |
| Mexiko          | 0 : 3 | Švédsko                                          | Centrální stadion, Jekatěrinburg diváci: 33 061 rozhodčí: Néstor Pitana |
|                 |       | Augustinsson 50' Granqvist 62' Álvarez 74' (vl.) | Centrální stadion, Jekatěrinburg diváci: 33 061 rozhodčí: Néstor Pitana |

### Skupina G

#### Tabulka
| Tým     | Z | V | R | P | VG | IG | +/- | B |
| ------- | - | - | - | - | -- | -- | --- | - |
| Belgie  | 3 | 3 | 0 | 0 | 9  | 2  | +7  | 9 |
| Anglie  | 3 | 2 | 0 | 1 | 8  | 3  | +5  | 6 |
| Tunisko | 3 | 1 | 0 | 2 | 5  | 8  | -3  | 3 |
| Panama  | 3 | 0 | 0 | 3 | 2  | 11 | -9  | 0 |

#### Zápasy
| 18. červen 2018             |       |        |                                                                      |
| Belgie                      | 3 : 0 | Panama | Olympijský stadion Fišt, Soči diváci: 43 257 rozhodčí: Janny Sikazwe |
| Lukaku 69', 75' Mertens 47' |       |        | Olympijský stadion Fišt, Soči diváci: 43 257 rozhodčí: Janny Sikazwe |

| 18. červen 2018 |       |                 |                                                                   |
| Tunisko         | 1 : 2 | Anglie          | Volgograd Arena, Volgograd diváci: 41 064 rozhodčí: Wilmar Roldán |
| Sasí 35' (pen.) |       | Kane 11', 90+1' | Volgograd Arena, Volgograd diváci: 41 064 rozhodčí: Wilmar Roldán |

| 23. červen 2018                                       |       |                        |                                                               |
| Belgie                                                | 5 : 2 | Tunisko                | Otkrytije Arena, Moskva diváci: 44 190 rozhodčí: Jair Marrufo |
| Hazard 6' (pen.), 51' Lukaku 16', 45+3' Batshuayi 90' |       | Bronn 18' Chazrí 90+3' | Otkrytije Arena, Moskva diváci: 44 190 rozhodčí: Jair Marrufo |

| 24. červen 2018                                               |       |           |                                                                                |
| Anglie                                                        | 6 : 1 | Panama    | Stadion Nižnij Novgorod, Nižnij Novgorod diváci: 43 319 rozhodčí: Gehad Grisha |
| Kane 22' (pen.), 45+1' (pen.), 62' Stones 8', 40' Lingard 36' |       | Baloy 78' | Stadion Nižnij Novgorod, Nižnij Novgorod diváci: 43 319 rozhodčí: Gehad Grisha |

| 28. červen 2018 |       |             |                                                                         |
| Anglie          | 0 : 1 | Belgie      | Kaliningrad stadion, Kaliningrad diváci: 33 973 rozhodčí: Damir Skomina |
|                 |       | Januzaj 51' | Kaliningrad stadion, Kaliningrad diváci: 33 973 rozhodčí: Damir Skomina |

| 28. červen 2018 |       |                          |                                                                   |
| Panama          | 1 : 2 | Tunisko                  | Mordovija Arena, Saransk diváci: 37 168 rozhodčí: Nawaf Shukralla |
| Maríá 33' (vl.) |       | bin Júsif 51' Chazrí 66' | Mordovija Arena, Saransk diváci: 37 168 rozhodčí: Nawaf Shukralla |

### Skupina H

#### Tabulka
| Tým      | Z | V | R | P | VG | IG | +/- | B |
| -------- | - | - | - | - | -- | -- | --- | - |
| Kolumbie | 3 | 2 | 0 | 1 | 5  | 2  | +3  | 6 |
| Japonsko | 3 | 1 | 1 | 1 | 4  | 4  | 0   | 4 |
| Senegal  | 3 | 1 | 1 | 1 | 4  | 4  | 0   | 4 |
| Polsko   | 3 | 1 | 0 | 2 | 2  | 5  | -3  | 3 |

#### Zápasy
| 19. červen 2018 |       |                            |                                                                 |
| Kolumbie        | 1 : 2 | Japonsko                   | Mordovija Arena, Saransk diváci: 40 842 rozhodčí: Damir Skomina |
| Quintero 39'    |       | Kagawa 6' (pen.) Ósako 73' | Mordovija Arena, Saransk diváci: 40 842 rozhodčí: Damir Skomina |

| 19. červen 2018 |       |                            |                                                                  |
| Polsko          | 1 : 2 | Senegal                    | Otkrytije Arena, Moskva diváci: 44 190 rozhodčí: Nawaf Shukralla |
| Krychowiak 86'  |       | Cionek 37' (vl.) Niang 60' | Otkrytije Arena, Moskva diváci: 44 190 rozhodčí: Nawaf Shukralla |

| 24. červen 2018    |       |                    |                                                                           |
| Japonsko           | 2 : 2 | Senegal            | Centrální stadion, Jekatěrinburg diváci: 32 572 rozhodčí: Gianluca Rocchi |
| Inui 34' Honda 78' |       | Mané 11' Wagué 71' | Centrální stadion, Jekatěrinburg diváci: 32 572 rozhodčí: Gianluca Rocchi |

| 24. červen 2018 |       |                                  |                                                                  |
| Polsko          | 0 : 3 | Kolumbie                         | Ak Bars Arena, Kazaň diváci: 42 873 rozhodčí: César Arturo Ramos |
|                 |       | Mina 40' Falcao 70' Cuadrado 75' | Ak Bars Arena, Kazaň diváci: 42 873 rozhodčí: César Arturo Ramos |

| 28. červen 2018 |       |              |                                                                   |
| Japonsko        | 0 : 1 | Polsko       | Volgograd Arena, Volgograd diváci: 42 189 rozhodčí: Janny Sikazwe |
|                 |       | Bednarek 59' | Volgograd Arena, Volgograd diváci: 42 189 rozhodčí: Janny Sikazwe |

| 28. červen 2018 |       |          |                                                             |
| Senegal         | 0 : 1 | Kolumbie | Samara Arena, Samara diváci: 41 970 rozhodčí: Milorad Mažić |
|                 |       | Mina 74' | Samara Arena, Samara diváci: 41 970 rozhodčí: Milorad Mažić |

## Vyřazovací část

### Vyřazovací strom
|  | Osmifinále                    | Osmifinále           |                               |       | Čtvrtfinále   | Čtvrtfinále   |                          |                          | Semifinále | Semifinále |  |  | Finále | Finále |
|  |                               |                      |                               |       |               |               |                          |                          |            |            |  |  |        |        |
|  | 30. června – Soči             |                      |                               |       |               |               |                          |                          |            |            |  |  |        |        |
|  |                               |                      |                               |       |               |               |                          |                          |            |            |  |  |        |        |
|  | Uruguay                       | 2                    |                               |       |               |               |                          |                          |            |            |  |  |        |        |
|  | Uruguay                       | 2                    | 6. července – Nižnij Novgorod |       |               |               |                          |                          |            |            |  |  |        |        |
|  | Portugalsko                   | 1                    |                               |       |               |               |                          |                          |            |            |  |  |        |        |
|  | Portugalsko                   | 1                    | Uruguay                       | 0     |               |               |                          |                          |            |            |  |  |        |        |
|  | 30. června – Kazaň            |                      | Uruguay                       | 0     |               |               |                          |                          |            |            |  |  |        |        |
|  |                               | Francie              | 2                             |       |               |               |                          |                          |            |            |  |  |        |        |
|  | Francie                       | Francie              | 2                             | 4     |               |               |                          |                          |            |            |  |  |        |        |
|  | Francie                       |                      | 10. července – Petrohrad      | 4     |               |               |                          |                          |            |            |  |  |        |        |
|  | Argentina                     | 3                    |                               |       |               |               |                          |                          |            |            |  |  |        |        |
|  | Argentina                     | 3                    | Francie                       | 1     |               |               |                          |                          |            |            |  |  |        |        |
|  | 2. července – Samara          |                      | Francie                       | 1     |               |               |                          |                          |            |            |  |  |        |        |
|  |                               | Belgie               | 0                             |       |               |               |                          |                          |            |            |  |  |        |        |
|  | Brazílie                      | Belgie               | 0                             | 2     |               |               |                          |                          |            |            |  |  |        |        |
|  | Brazílie                      | 6. července – Kazaň  |                               | 2     |               |               |                          |                          |            |            |  |  |        |        |
|  | Mexiko                        | 0                    |                               |       |               |               |                          |                          |            |            |  |  |        |        |
|  | Mexiko                        | 0                    | Brazílie                      | 1     |               |               |                          |                          |            |            |  |  |        |        |
|  | 2. července – Rostov na Donu  |                      | Brazílie                      | 1     |               |               |                          |                          |            |            |  |  |        |        |
|  |                               | Belgie               | 2                             |       |               |               |                          |                          |            |            |  |  |        |        |
|  | Belgie                        | Belgie               | 2                             | 3     |               |               |                          |                          |            |            |  |  |        |        |
|  | Belgie                        |                      | 15. července – Moskva         | 3     |               |               |                          |                          |            |            |  |  |        |        |
|  | Japonsko                      | 2                    |                               |       |               |               |                          |                          |            |            |  |  |        |        |
|  | Japonsko                      | 2                    | Francie                       | 4     |               |               |                          |                          |            |            |  |  |        |        |
|  | 1. července – Moskva          |                      | Francie                       | 4     |               |               |                          |                          |            |            |  |  |        |        |
|  |                               | Chorvatsko           | 2                             |       |               |               |                          |                          |            |            |  |  |        |        |
|  | Španělsko                     | Chorvatsko           | 2                             | 1 (3) |               |               |                          |                          |            |            |  |  |        |        |
|  | Španělsko                     | 7. července – Soči   |                               | 1 (3) |               |               |                          |                          |            |            |  |  |        |        |
|  | Rusko                         | 1 (4)                |                               |       |               |               |                          |                          |            |            |  |  |        |        |
|  | Rusko                         | 1 (4)                | Rusko                         | 2 (3) |               |               |                          |                          |            |            |  |  |        |        |
|  | 1. července – Nižnij Novgorod |                      | Rusko                         | 2 (3) |               |               |                          |                          |            |            |  |  |        |        |
|  |                               | Chorvatsko           | 2 (4)                         |       |               |               |                          |                          |            |            |  |  |        |        |
|  | Chorvatsko                    | Chorvatsko           | 2 (4)                         | 1 (3) |               |               |                          |                          |            |            |  |  |        |        |
|  | Chorvatsko                    |                      | 11. července – Moskva         | 1 (3) |               |               |                          |                          |            |            |  |  |        |        |
|  | Dánsko                        | 1 (2)                |                               |       |               |               |                          |                          |            |            |  |  |        |        |
|  | Dánsko                        | 1 (2)                | Chorvatsko                    | 2     |               |               |                          |                          |            |            |  |  |        |        |
|  | 3. července – Petrohrad       |                      | Chorvatsko                    | 2     |               |               |                          |                          |            |            |  |  |        |        |
|  |                               | Anglie               | 1                             |       | O třetí místo | O třetí místo |                          |                          |            |            |  |  |        |        |
|  | Švédsko                       | Anglie               | 1                             | 1     | O třetí místo | O třetí místo |                          |                          |            |            |  |  |        |        |
|  | Švédsko                       | 7. července – Samara | 7. července – Samara          | 1     |               |               | 14. července – Petrohrad | 14. července – Petrohrad |            |            |  |  |        |        |
|  | Švýcarsko                     | 7. července – Samara | 7. července – Samara          | 0     |               |               | 14. července – Petrohrad | 14. července – Petrohrad |            |            |  |  |        |        |
|  | Švýcarsko                     | Švédsko              | 0                             | 0     | Belgie        | 2             |                          |                          |            |            |  |  |        |        |
|  | 3. července – Moskva          | Švédsko              | 0                             |       | Belgie        | 2             |                          |                          |            |            |  |  |        |        |
|  |                               | Anglie               | 2                             |       | Anglie        | 0             |                          |                          |            |            |  |  |        |        |
|  | Kolumbie                      | Anglie               | 2                             | 1 (3) | Anglie        | 0             |                          |                          |            |            |  |  |        |        |
|  | Kolumbie                      |                      |                               | 1 (3) |               |               |                          |                          |            |            |  |  |        |        |
|  | Anglie                        | 1 (4)                |                               |       |               |               |                          |                          |            |            |  |  |        |        |
|  | Anglie                        | 1 (4)                |                               |       |               |               |                          |                          |            |            |  |  |        |        |

### Osmifinále
| 30. červen 2018 |       |             |                                                                           |
| Uruguay         | 2 : 1 | Portugalsko | Olympijský stadion Fišt, Soči diváci: 44 287 rozhodčí: César Arturo Ramos |
| Cavani 7', 62'  |       | Pepe 55'    | Olympijský stadion Fišt, Soči diváci: 44 287 rozhodčí: César Arturo Ramos |

| 30. červen 2018                                 |       |                                       |                                                               |
| Francie                                         | 4 : 3 | Argentina                             | Ak Bars Arena, Kazaň diváci: 42 873 rozhodčí: Alireza Faghani |
| Griezmann 13' (pen.) Pavard 57' Mbappé 64', 68' |       | Di María 41' Mercado 48' Agüero 90+3' | Ak Bars Arena, Kazaň diváci: 42 873 rozhodčí: Alireza Faghani |

| 1. červenec 2018    |            |                   |                                                        |
| Španělsko           | 1 : 1 (PP) | Rusko             | Lužniki, Moskva diváci: 78 011 rozhodčí: Björn Kuipers |
| Ignaševič 12' (vl.) |            | Dzjuba 41' (pen.) | Lužniki, Moskva diváci: 78 011 rozhodčí: Björn Kuipers |

|                                |       | Penaltový rozstřel               |  |
| Iniesta Piqué Koke Ramos Aspas | 3 : 4 | Smolov Ignaševič Golovin Čeryšev |  |

| 1. červenec 2018 |            |                 |                                                                                 |
| Chorvatsko       | 1 : 1 (PP) | Dánsko          | Stadion Nižnij Novgorod, Nižnij Novgorod diváci: 40 851 rozhodčí: Néstor Pitana |
| Mandžukić 4'     |            | M. Jørgensen 1' | Stadion Nižnij Novgorod, Nižnij Novgorod diváci: 40 851 rozhodčí: Néstor Pitana |

|                                        |       | Penaltový rozstřel                           |  |
| Badelj Kramarić Modrić Pivarić Rakitić | 3 : 2 | Eriksen Kjær Krohn-Dehli Schöne N. Jørgensen |  |

| 2. červenec 2018       |       |        |                                                               |
| Brazílie               | 2 : 0 | Mexiko | Samara Arena, Samara diváci: 41 970 rozhodčí: Gianluca Rocchi |
| Neymar 51' Firmino 88' |       |        | Samara Arena, Samara diváci: 41 970 rozhodčí: Gianluca Rocchi |

| 2. červenec 2018                         |       |                       |                                                                       |
| Belgie                                   | 3 : 2 | Japonsko              | Rostov Arena, Rostov na Donu diváci: 41 466 rozhodčí: Malang Diedhiou |
| Vertonghen 69' Fellaini 74' Chadli 90+4' |       | Haraguči 48' Inui 52' | Rostov Arena, Rostov na Donu diváci: 41 466 rozhodčí: Malang Diedhiou |

| 3. červenec 2018 |       |           |                                                                       |
| Švédsko          | 1 : 0 | Švýcarsko | Krestovskij stadion, Petrohrad diváci: 64 042 rozhodčí: Damir Skomina |
| Akanji 66' (vl.) |       |           | Krestovskij stadion, Petrohrad diváci: 64 042 rozhodčí: Damir Skomina |

| 3. červenec 2018 |            |                |                                                              |
| Kolumbie         | 1 : 1 (PP) | Anglie         | Otkrytije Arena, Moskva diváci: 44 190 rozhodčí: Mark Geiger |
| Mina 90+3'       |            | Kane 57' (pen) | Otkrytije Arena, Moskva diváci: 44 190 rozhodčí: Mark Geiger |

|                                    |       | Penaltový rozstřel                    |  |
| Falcao Cuadrado Muriel Uribe Bacca | 3 : 4 | Kane Rashford Henderson Trippier Dier |  |

### Čtvrtfinále
| 6. červenec 2018 |        |                          |                                                                                 |
| Uruguay          | 0 : 2  | Francie                  | Stadion Nižnij Novgorod, Nižnij Novgorod diváci: 43 319 rozhodčí: Néstor Pitana |
|                  | Zpráva | Varane 40' Griezmann 61' | Stadion Nižnij Novgorod, Nižnij Novgorod diváci: 43 319 rozhodčí: Néstor Pitana |

| 6. červenec 2018 |        |                                     |                                                             |
| Brazílie         | 1 : 2  | Belgie                              | Ak Bars Arena, Kazaň diváci: 42 873 rozhodčí: Milorad Mažić |
| Augusto 76'      | Zpráva | Fernandinho 13' (vl.) De Bruyne 31' | Ak Bars Arena, Kazaň diváci: 42 873 rozhodčí: Milorad Mažić |

| 7. červenec 2018           |            |                        |                                                                     |
| Rusko                      | 2 : 2 (PP) | Chorvatsko             | Olympijský stadion Fišt, Soči diváci: 44 287 rozhodčí: Sandro Ricci |
| Čeryšev 31' Fernandes 115' | Zpráva     | Kramarić 39' Vida 101' | Olympijský stadion Fišt, Soči diváci: 44 287 rozhodčí: Sandro Ricci |

|                                              |       | Penaltový rozstřel                   |  |
| Smolov Dzagojev Fernandes Ignaševič Kuzjajev | 3 : 4 | Brozović Kovačić Modrić Vida Rakitić |  |

| 7. červenec 2018 |        |                      |                                                             |
| Švédsko          | 0 : 2  | Anglie               | Samara Arena, Samara diváci: 39 991 rozhodčí: Björn Kuipers |
|                  | Zpráva | Maguire 30' Alli 59' | Samara Arena, Samara diváci: 39 991 rozhodčí: Björn Kuipers |

### Semifinále
| 10. červenec 2018 |        |        |                                                                      |
| Francie           | 1 : 0  | Belgie | Krestovskij stadion, Petrohrad diváci: 64 286 rozhodčí: Andrés Cunha |
| Umtiti 51'        | Zpráva |        | Krestovskij stadion, Petrohrad diváci: 64 286 rozhodčí: Andrés Cunha |

| 11. červenec 2018          |            |             |                                                       |
| Chorvatsko                 | 2 : 1 (PP) | Anglie      | Lužniki, Moskva diváci: 78 011 rozhodčí: Cüneyt Çakir |
| Perišić 68' Mandžukić 109' | Zpráva     | Trippier 5' | Lužniki, Moskva diváci: 78 011 rozhodčí: Cüneyt Çakir |

### O 3. místo
| 14. červenec 2018     |        |        |                                                                         |
| Belgie                | 2 : 0  | Anglie | Krestovskij stadion, Petrohrad diváci: 64 406 rozhodčí: Alireza Faghani |
| Meunier 4' Hazard 82' | Zpráva |        | Krestovskij stadion, Petrohrad diváci: 64 406 rozhodčí: Alireza Faghani |

### Finále
| 15. červenec 2018                                             |        |                           |                                                        |
| Francie                                                       | 4 : 2  | Chorvatsko                | Lužniki, Moskva diváci: 78 011 rozhodčí: Néstor Pitana |
| Mandžukić 18' (vl.) Griezmann 38' (pen.) Pogba 59' Mbappé 65' | Zpráva | Perišić 28' Mandžukić 69' | Lužniki, Moskva diváci: 78 011 rozhodčí: Néstor Pitana |

## Tabulka střelců

### Střelci
6 gólů
- Harry Kane

4 góly
- Romelu Lukaku
- Cristiano Ronaldo
- Děnis Čeryšev
- Antoine Griezmann
- Kylian Mbappé

3 góly
- Eden Hazard
- Yerry Mina
- Arťom Dzjuba
- Diego Costa
- Edinson Cavani
- Mario Mandžukić
- Ivan Perišić

2 góly
- John Stones
- Sergio Agüero
- Mile Jedinak
- Philippe Coutinho
- Neymar
- Mohamed Salah
- Luka Modrić
- Takaši Inui
- Son Hung-min
- Ahmed Musa
- Andreas Granqvist
- Vahbí Chazrí
- Luis Suárez

1 gól
- Dele Alli
- Jesse Lingard
- Harry Maguire
- Kieran Trippier
- Ángel Di María
- Gabriel Mercado
- Lionel Messi
- Marcos Rojo
- Michy Batshuayi
- Kevin De Bruyne
- Marouane Fellaini
- Nacer Chadli
- Adnan Januzaj
- Dries Mertens
- Thomas Meunier
- Jan Vertonghen
- Renato Augusto
- Roberto Firmino
- Paulinho
- Thiago Silva
- Christian Eriksen
- Mathias Jørgensen
- Yussuf Poulsen
- Benjamin Pavard
- Samuel Umtiti
- Raphaël Varane
- Paul Pogba
- Milan Badelj
- Andrej Kramarić
- Ivan Rakitić
- Ante Rebić
- Domagoj Vida
- Alfreð Finnbogason
- Gylfi Sigurðsson
- Karím Ansárífárd
- Genki Haraguči
- Keisuke Honda
- Šindži Kagawa
- Júja Ósako
- Kim Jong-kwon
- Juan Cuadrado
- Radamel Falcao
- Juan Quintero
- Kendall Waston
- Júsuf En-Nesjrí
- Javier Hernández Balcázar
- Hirving Lozano
- Carlos Vela
- Toni Kroos
- Marco Reus
- Victor Moses
- Felipe Baloy
- André Carrillo
- Paolo Guerrero
- Jan Bednarek
- Grzegorz Krychowiak
- Pepe
- Ricardo Quaresma
- Mário Fernandes
- Jurij Gazinskij
- Alexandr Golovin
- Sálim Davsárí
- Salmán Faradž
- Sadio Mané
- M'Baye Niang
- Moussa Wagué
- Aleksandar Kolarov
- Aleksandar Mitrović
- Iago Aspas
- Isco
- Nacho
- Ludwig Augustinsson
- Ola Toivonen
- Josip Drmić
- Blerim Džemaili
- Xherdan Shaqiri
- Granit Xhaka
- Steven Zuber
- Dylan Bronn
- Chálid Butaíb
- Fachraddín bin Júsif
- Fardžaní Sasí
- José Giménez

vlastní góly
- Aziz Behich
- Fernandinho
- Ahmad Fasí
- Mario Mandžukić
- Azíz Buhaddúz
- Edson Álvarez
- Oghenekaro Etebo
- Thiago Cionek
- Děnis Čeryšev
- Sergej Ignaševič
- Manuel Akanji
- Yann Sommer
- Jasín Maríá

## Kritika a kontroverze

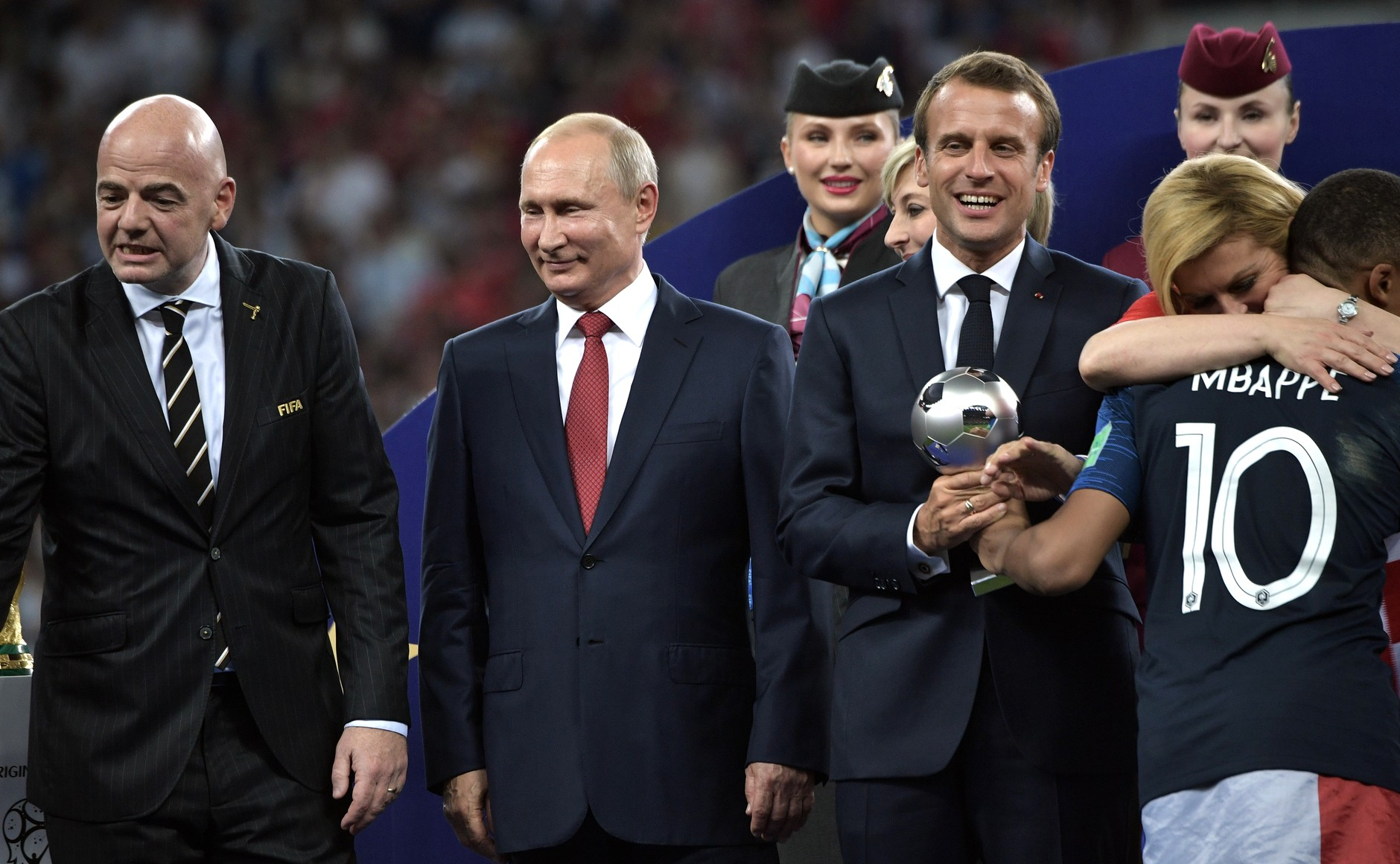
Kylian Mbappé získává cenu pro nejlepšího mladého hráče na mistrovství světa ve fotbale 2018 v Rusku

V červenci 2014 přišli někteří němečtí politici (Křesťanskodemokratická unie, Zelení) s požadavkem, aby byla otázka pořadatelské země znovu otevřena. Odebrání pořadatelství Rusku mělo podle nich být účinnou sankcí za anexi Krymu Ruskou federací a podporu separatistů ve válce na východní Ukrajině, přičemž návrh se objevil v přímé návaznosti na sestřelení letu Malaysia Airlines 17. Tehdejší prezident FIFA Sepp Blatter nato prohlásil: „Mistrovství světa bylo dáno a odhlasováno Rusku a my budeme pokračovat v naší práci“.
V říjnu 2014, na své první oficiální návštěvě Ruska, navštívil kontrolní výbor FIFA v čele se svým předsedou Chrisem Ungerem města Petrohrad, Soči a Kazaň a oba stadiony v Moskvě. Podle jejich vyjádření byli s pokrokem příprav spokojeni. Nový (a současný) prezident FIFA Gianni Infantino prohlásil v únoru 2018, že je „velmi spokojen s pokrokem v Rusku. Jsem si jistý, že tu máme skvělý světový pohár - nejen skvělý světový pohár, ale nejlepší světový pohár vůbec.“
Bezpečnostní experti varovali před osamělými džihádisty, kteří by mohli na mistrovství zaútočit. Teroristická skupina Islámského státu (ISIS) povzbuzovala potenciální útočníky, aby během turnaje udeřili. Pro-ISIS server v říjnu 2017 zveřejnil vytvořený obrázek Lionela Messiho ve vězení a s krví na tváři.
V květnu 2018 dostal saúdskoarabský rozhodčí Fahad Mirdásí kvůli korupci doživotní zákaz činnosti a to jen několik týdnů před tím, než měl odcestovat na mistrovství. Jeho dva asistenti rozhodčího byli také vyškrtnuti ze seznamu pro mistrovství. Náhradní hlavní rozhodčí nebyl jmenován, ale dva noví asistenti rozhodčího byli nominováni ze Spojených arabských emirátů a Japonska.
Jelikož FIFA politické projevy neschvaluje, byla dva švýcarští hráči potrestáni za to, že v zápase se Srbskem provokovali soupeře při oslavách svých gólů gesty na podporu Kosova a Albánie. Dostali pokuty ve výši 225 tisíc Kč.
Po vítězství nad Ruskem ve čtvrtfinále zpívali někteří chorvatští fotbalisté v šatně nacionalistické písně, a to včetně písničky Bojna Čavoglave od Marko Perkoviće, která začíná ustašovským ultranacionálním pozdravem „Za dom spremni“ z období existence Nezávislého státu Chorvatsko v  letech 1941–1945. Chorvatská prezidentka Kolinda Grabarová Kitarovičová sledovala hru v Soči přímo vedle Gianni Infantiniho a Dmitrije Medveděva a po zápase navštívila chorvatské fotbalisty v jejich šatně. Chorvatský obránce Domagoj Vida a manažer reprezentace Ognjen Vukojevič vítězství nad Ruskem oslavovali na videu pokřikem „Sláva Ukrajině“! a slovy „Bělehrad hoří“ na adresu Srbska. Hráč Vida dostal od FIFA napomenutí. Manažeru Vukojevičovi byla udělena pokuta 330 tisíc Kč a Chorvatský fotbalový svaz ho propustil. Vida později prohlásil, že šlo jenom o vtip a „ruské lidi má rád“. Po výhře nad Anglií poskytl Vida rozhovor ruské televizní stanici Russia 24 a za svá slova se omluvil.
Vláda Spojeného království a britská média varovaly anglické fanoušky před potenciálními protibritskými náladami v Rusku. Fanoušci anglické fotbalové reprezentace, kteří dorazili do Volgogradu na zápas s Tuniskem, byli dle svých slov překvapeni přátelským přijetím ze strany Rusů a dobrou atmosférou, která v Rusku panuje. Negativní zpravodajství o Rusku podle nich způsobilo malou účast anglických fanoušků, kteří byli ve Volgogradu přečísleni diváky z Tuniska.
Také polská média informovala o přátelském přijetí polských fanoušků v Moskvě, takže se nenaplnily obavy, že se budou opakovat násilnosti mezi polskými a ruskými fanoušky z fotbalového utkání ve Varšavě v roce 2012.
13. července 2018 prezident FIFA Gianni Infantino označil šampionát v Rusku za nejlepší v historii. V televizi po celém světě ho sledovaly tři miliardy diváků, stadiony byly z 98 % vyprodány a hostitelská města navštívilo sedm milionů fanoušků.

## Zahajovací ceremonie

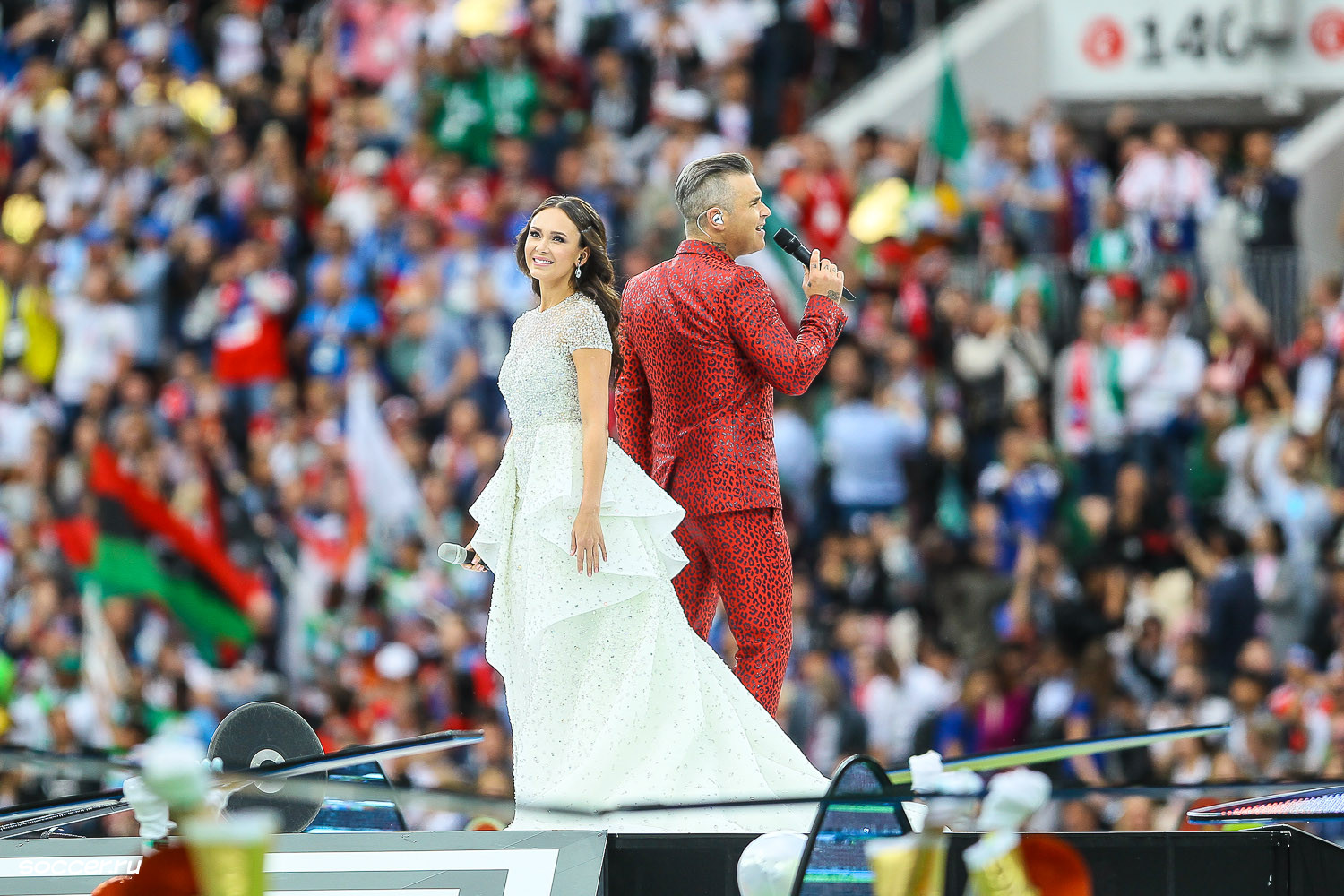
Robbie Williams a Aida Garifullinová na slavnostním zahájení

Slavnostní zahájení se uskutečnilo ve čtvrtek 14. června 2018 na stadionu Lužniki v Moskvě. Předcházelo zahajovacímu zápasu turnaje mezi Ruskem a Saúdskou Arábií.
Nejprve se zde představil Ronaldo, bývalý hráč brazilského týmu, který vyhrál na mistrovství světa, doprovázený dítětem v tričku s logem šampionátu. Poté anglický popový zpěvák Robbie Williams a ruská operní pěvkyně, sopranistka Aida Garifullinová, zazpívali společně píseň Angels. Následovali další umělci, oblečení v barvách všech 32 týmů a nesoucí označení každého státu.
Ronaldo se poté vrátil s oficiálním míčem zápasu mistrovství (Adidas Telstar 18), který byl v březnu poslán do vesmíru s posádkou Mezinárodní vesmírné stanice a vrátil se začátkem června na Zemi.

## Galerie

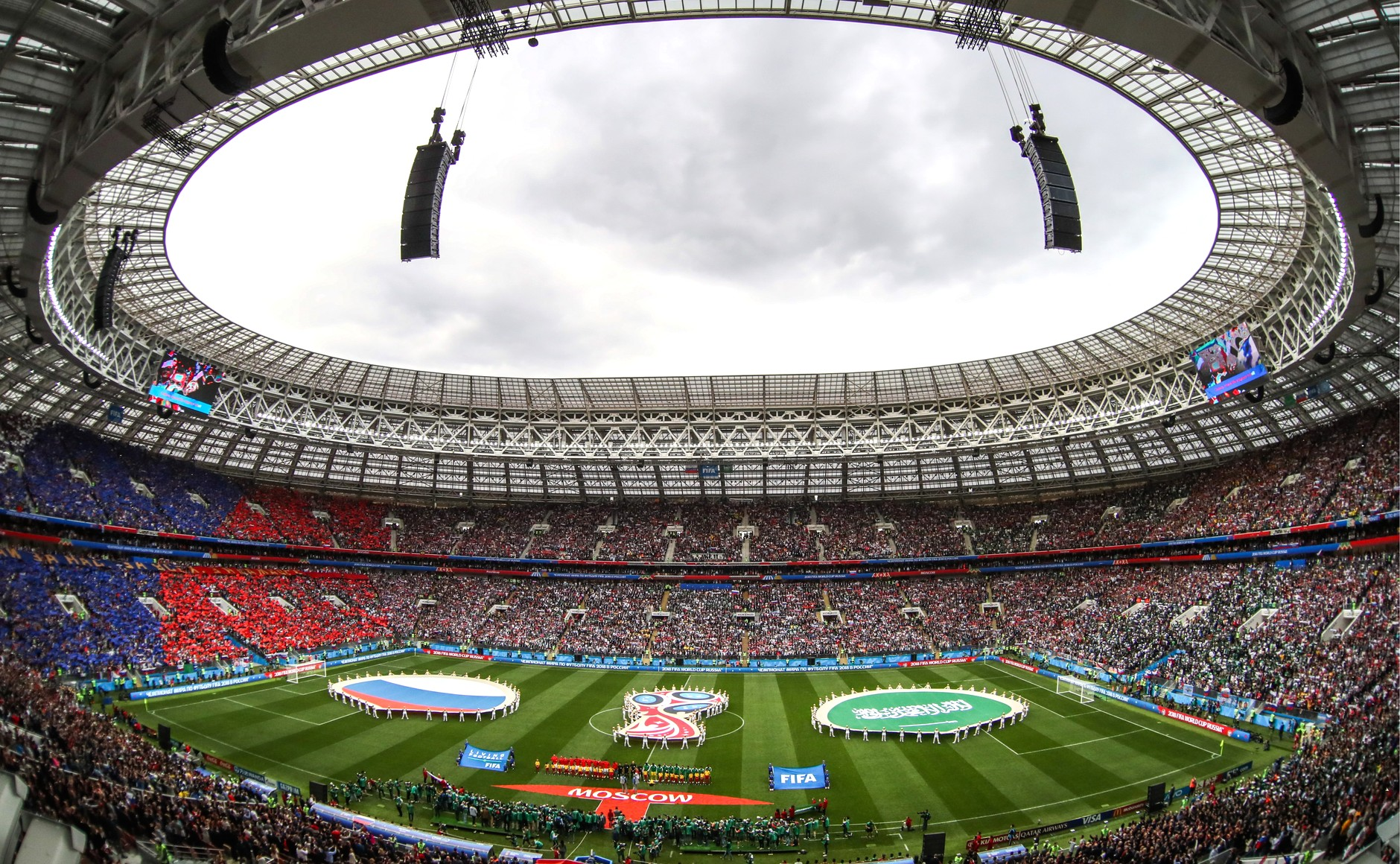
Stadion Lužniki během zahájení
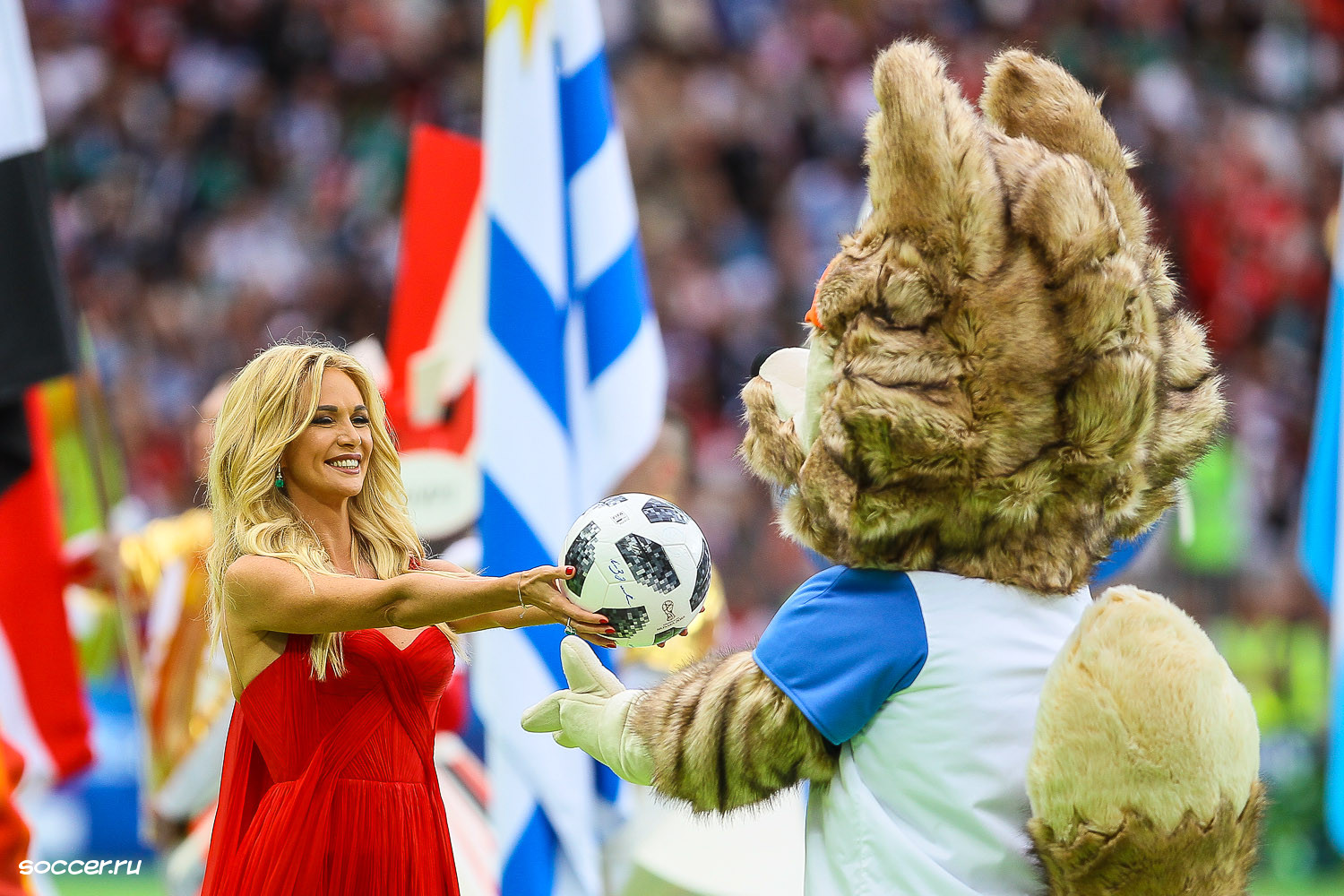
Maskot vlk Zabivaka
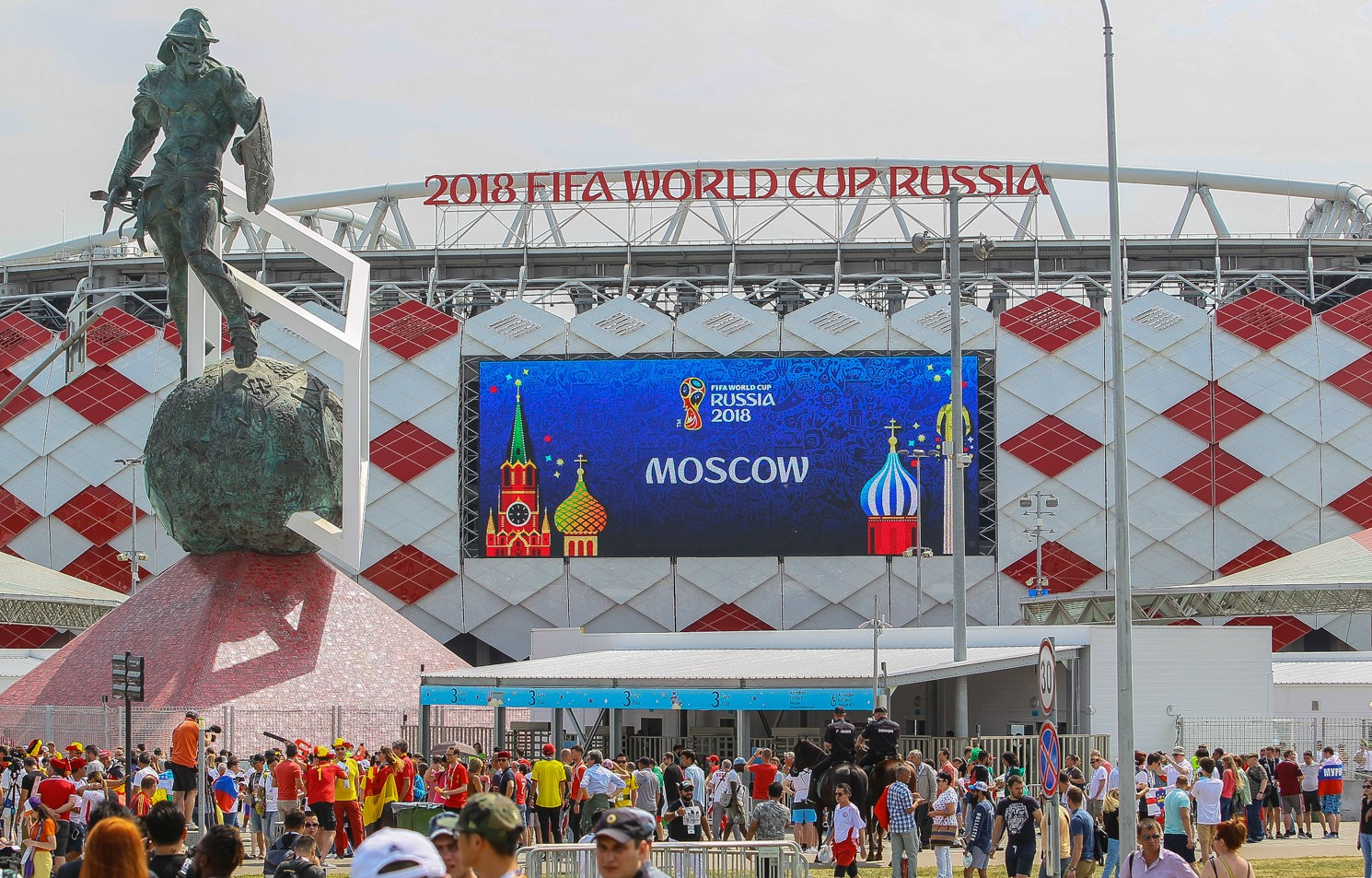
Otkrytije Arena v Moskvě
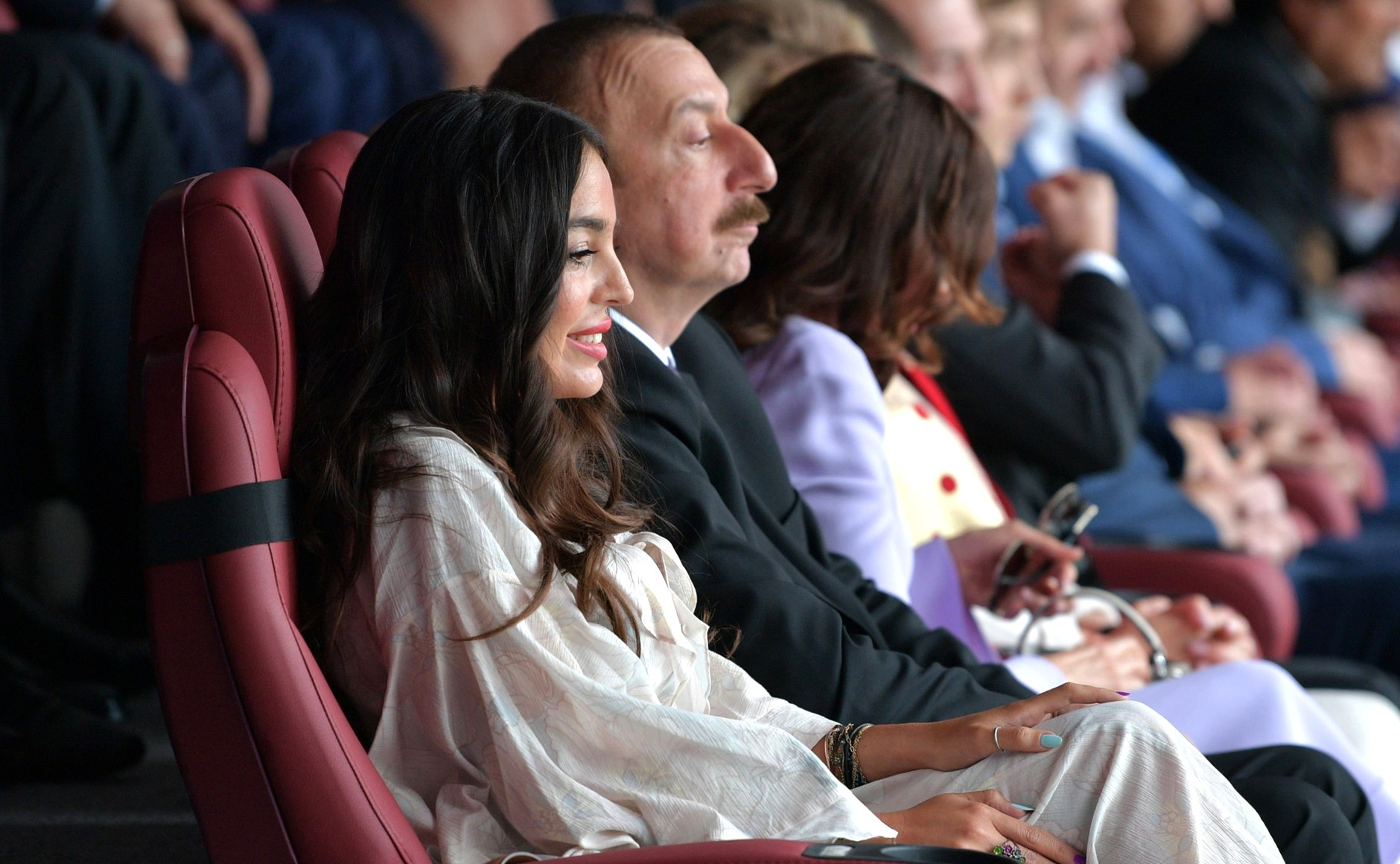
Prezident Ázerbájdžánu Ilham Alijev
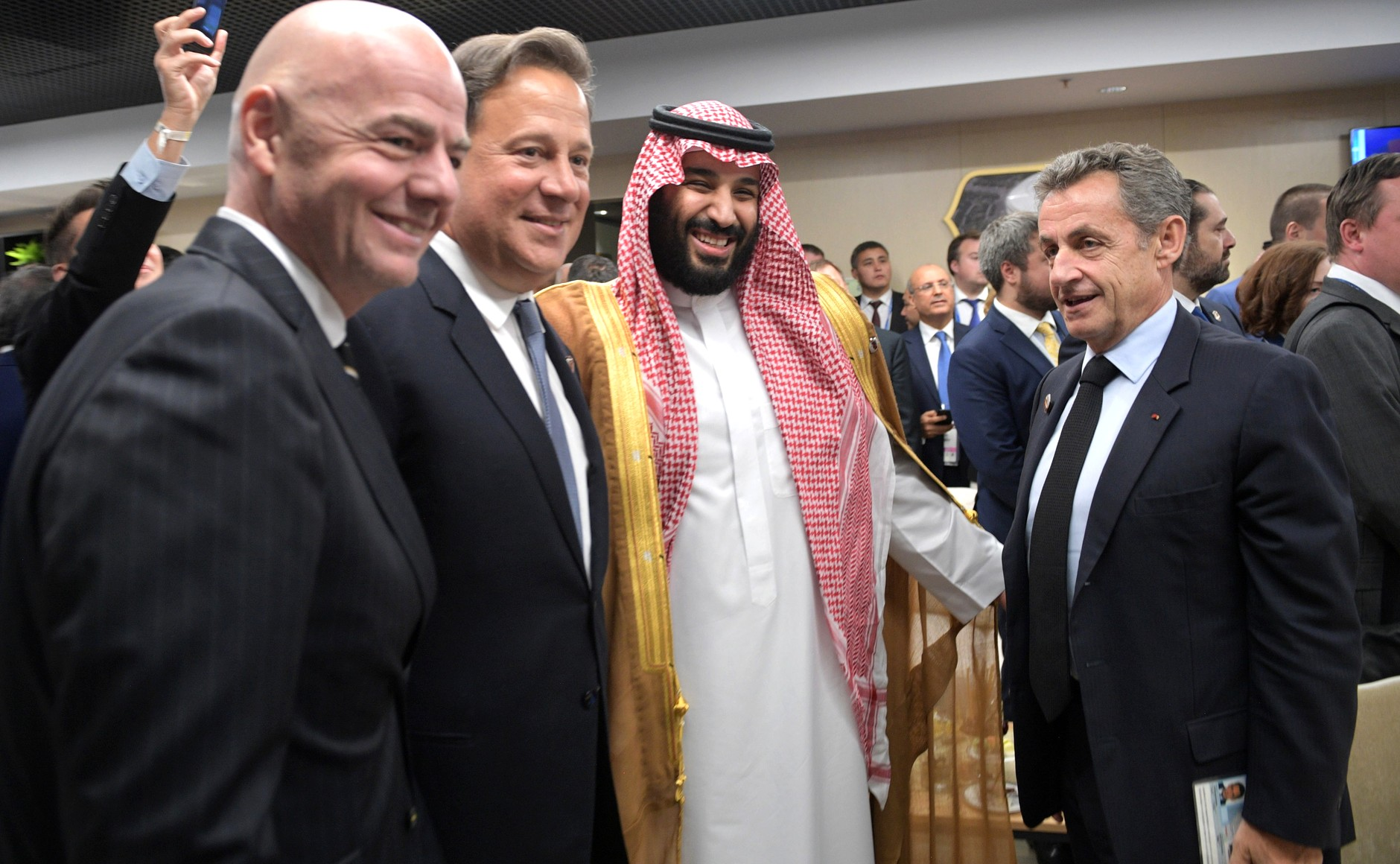
Gianni Infantino, Juan Carlos Varela, Muhammad bin Salmán a Nicolas Sarkozy
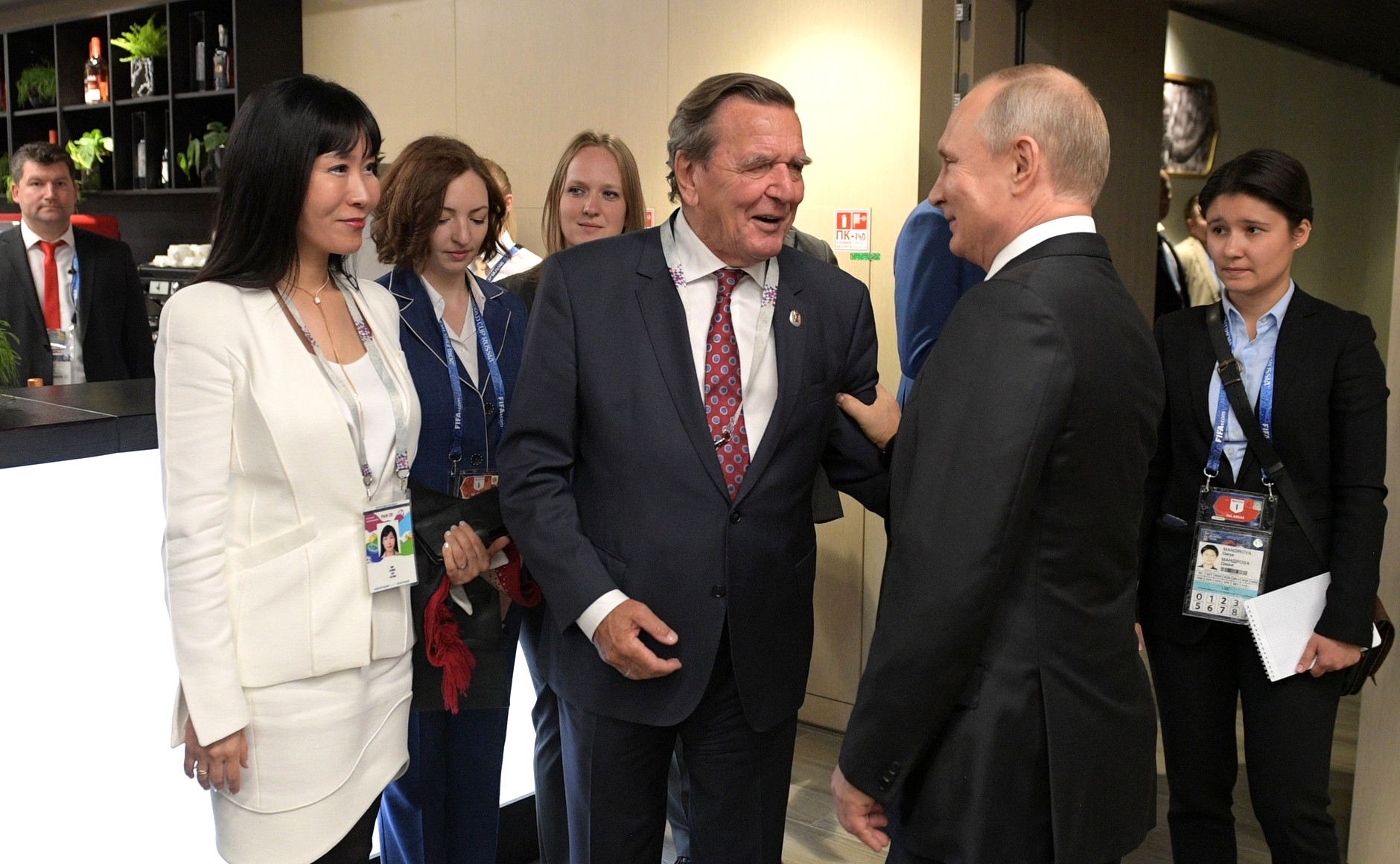
Gerhard Schröder v přestávce zápasu
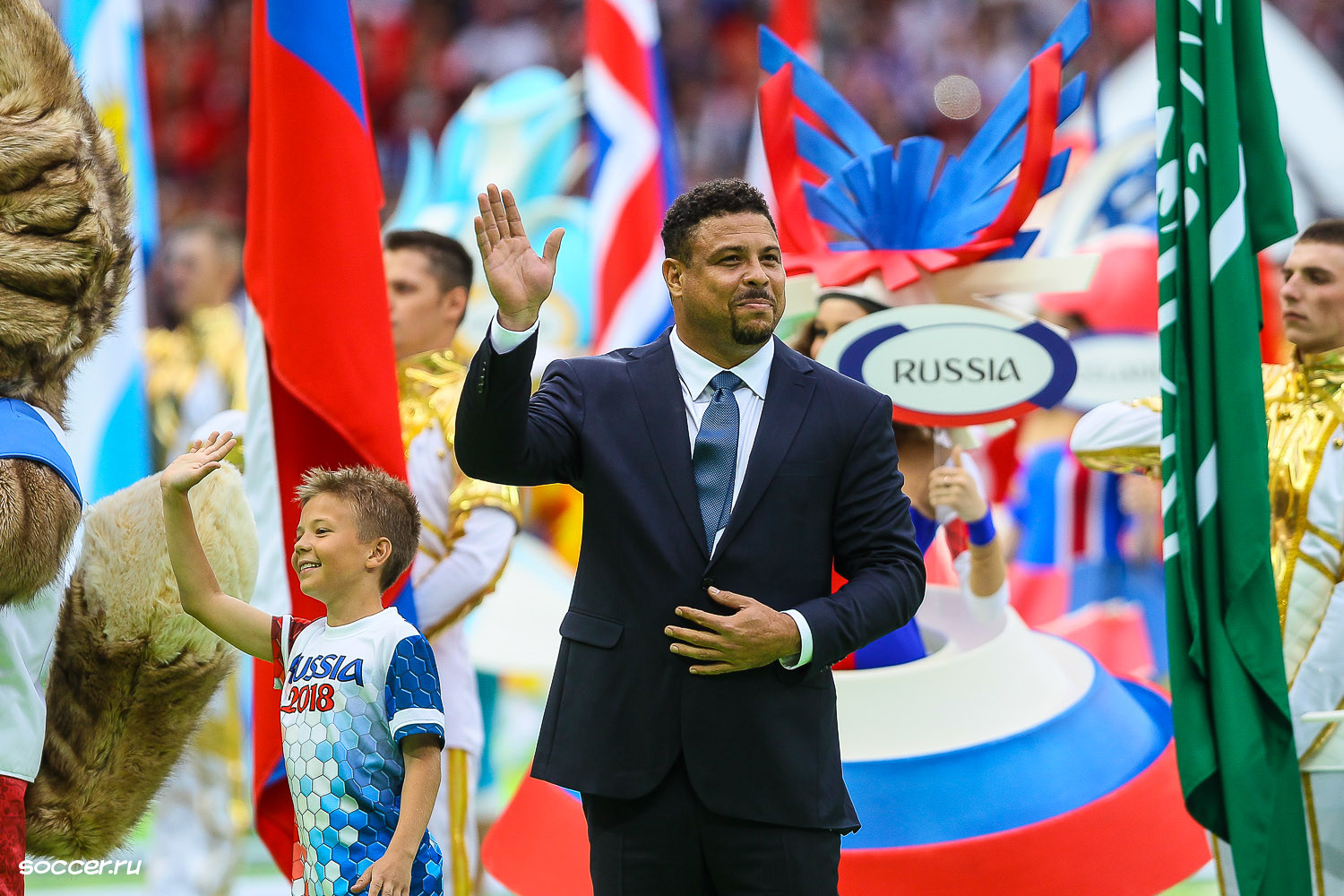
Ronaldo na slavnostním zahájení
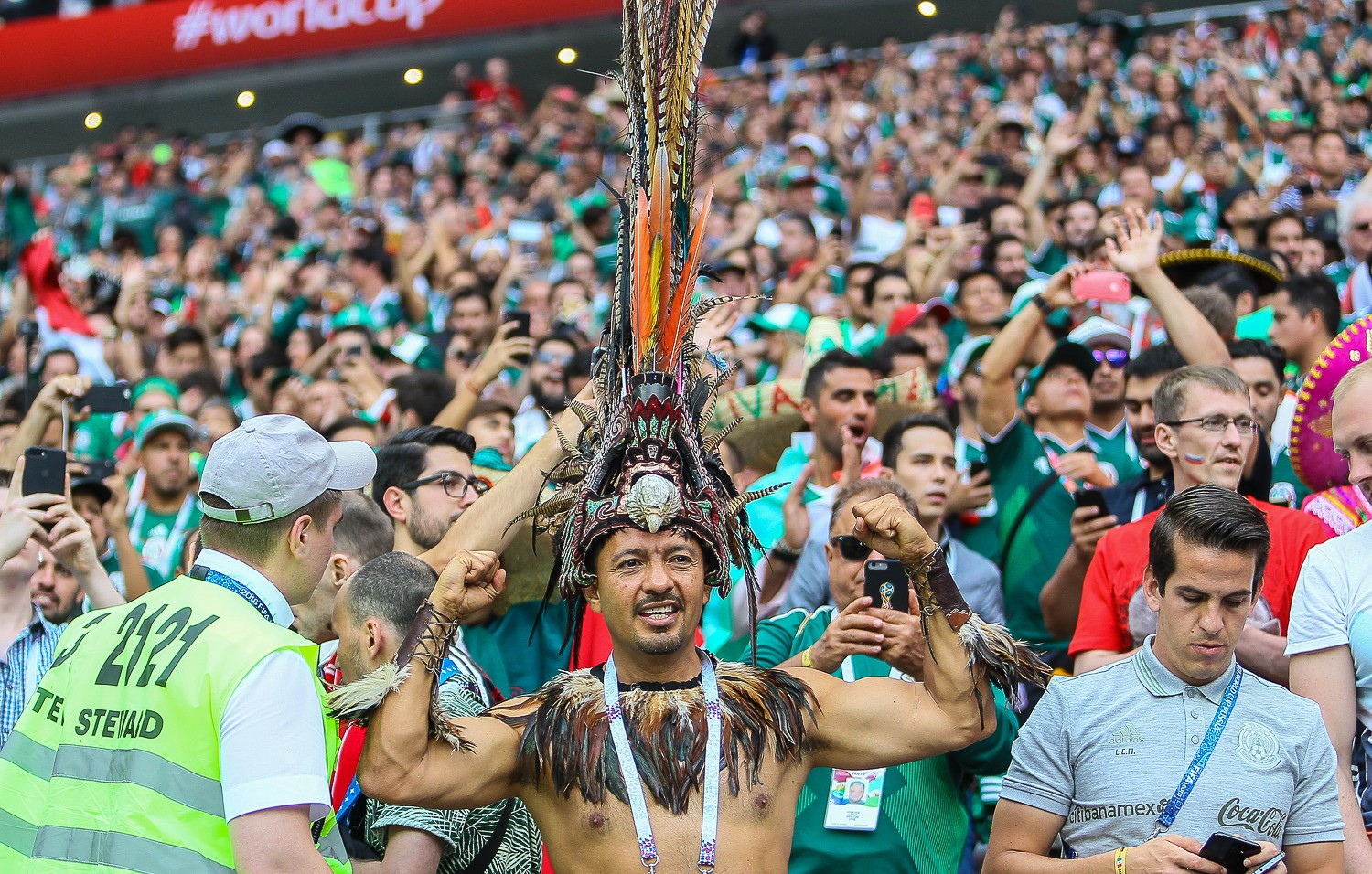
Fanoušci Mexika při zápasu s Německem
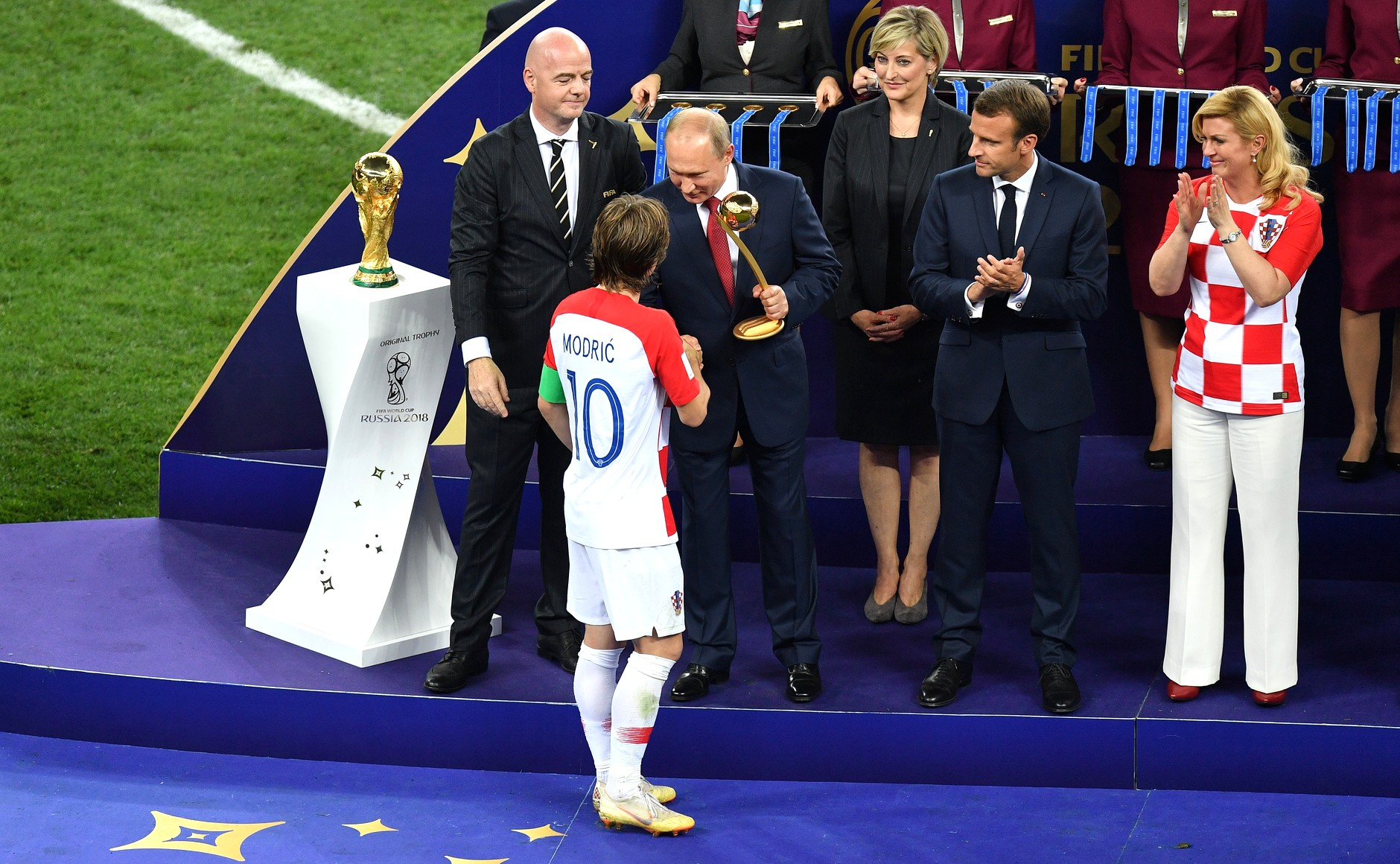
Infantino, Putin, Macron a Kitarovićová při předávání závěrečných ocenění
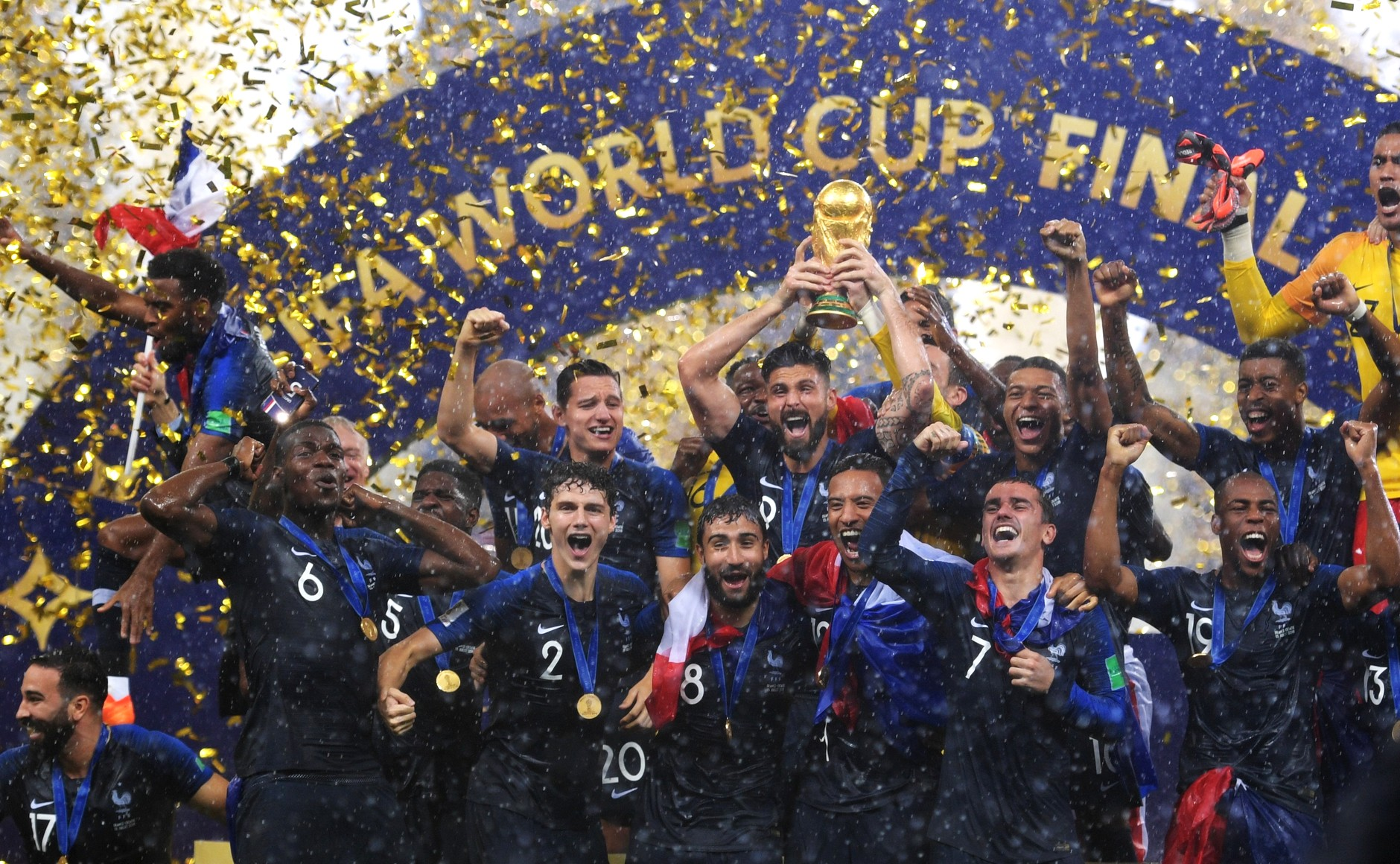
Oslavy francouzských šampiónů mistrovství